# Déjeuner
Petit déjeuner
Cet article concerne le premier repas de la journée. Pour les autres significations, voir Déjeuner (homonymie) et Breakfast.

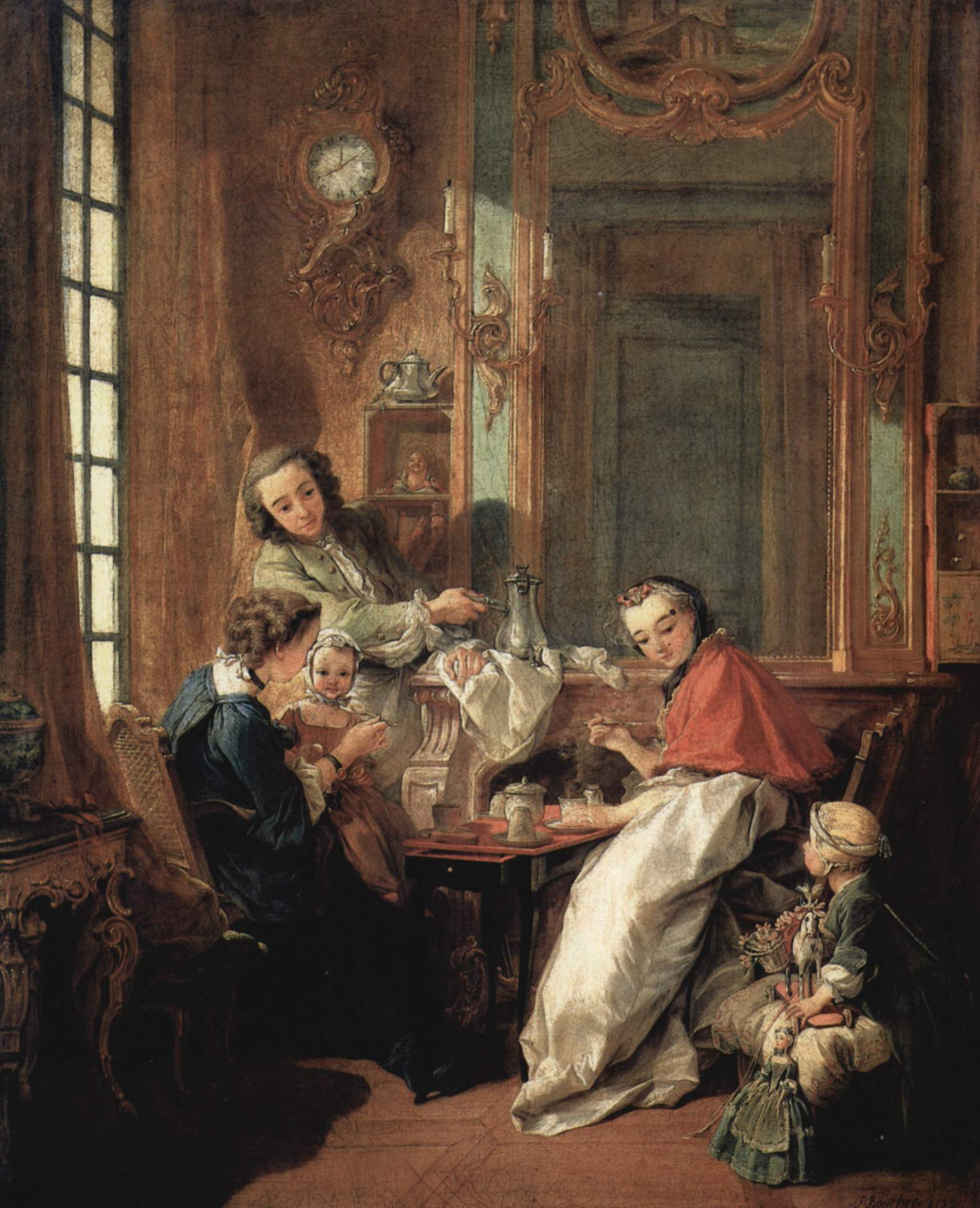
Le Déjeuner, de François Boucher (1739), musée du Louvre.

Le déjeuner, ou petit déjeuner, est à l'origine le premier repas de la journée, celui qui se prend au lever ou qui rompt le jeûne. Le déjeuner est également, dans de nombreuses régions francophones, le repas pris au milieu de la journée mais cet article ne traite que du déjeuner du matin.
Selon les époques et les cultures, son menu et son appellation ont varié. À partir du XIXe siècle, l’appellation « petit déjeuner » a supplanté celle de « déjeuner » dans certaines régions, notamment en France. Le rituel du premier repas du jour, sous cette dernière dénomination, a été gardé grosso modo en Belgique, au Canada et en Suisse.

## Origine du terme

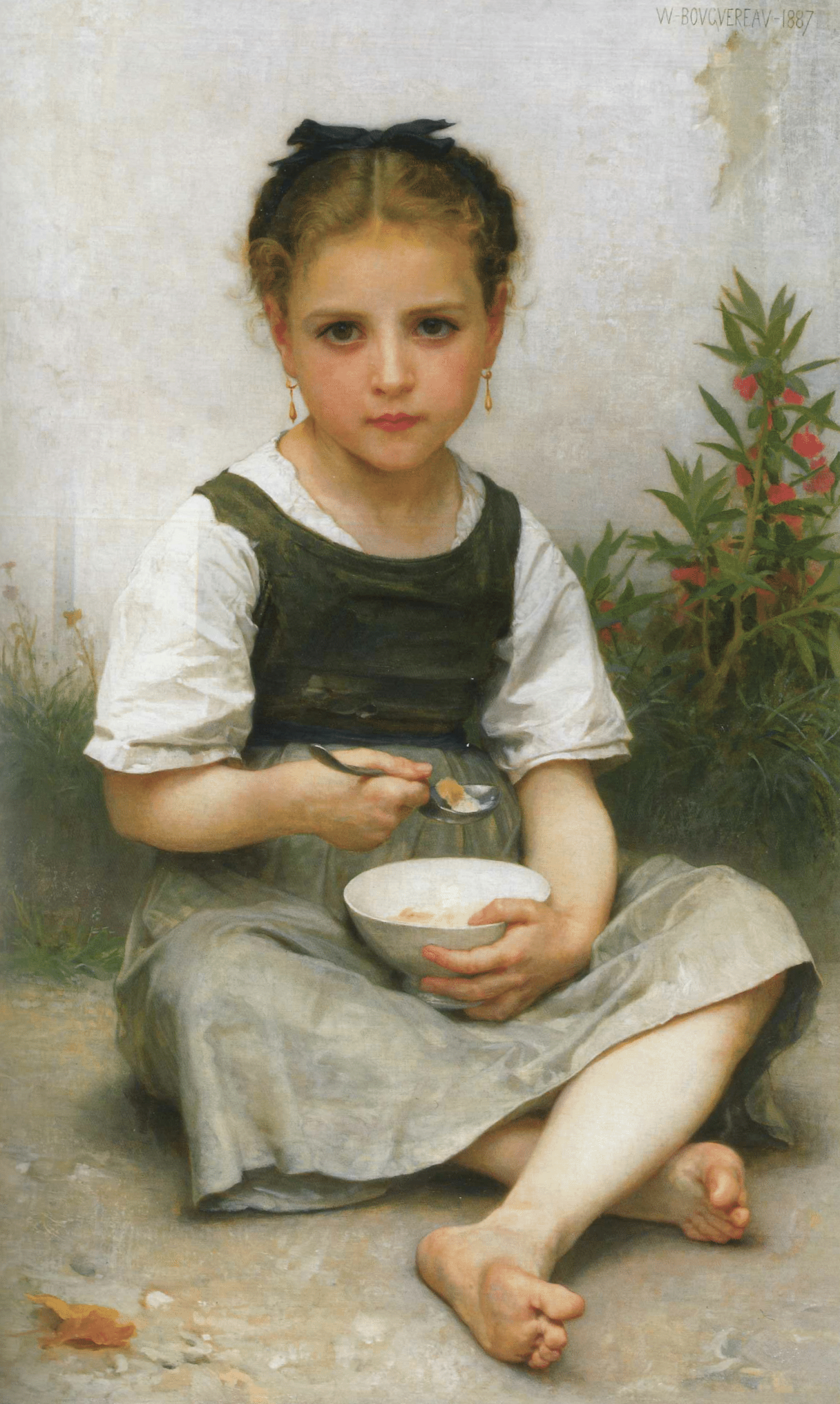
Le déjeuner du matin de William-Adolphe Bouguereau (1887).

Le terme provient du verbe latin disjejunare, qui signifie « rompre le jeûne » « arrêter le jeûne », jejunare correspondant au verbe « jeûner ». Le déjeuner s’est écrit « desjuner », puis « desjeuner » et « déjeûner », avant de perdre l’accent circonflexe en 1798, le terme ayant acquis « le sens de prendre un repas plutôt que celui de rompre le jeûne ». Au XIXe siècle, on écrit indifféremment déjeuner ou déjeuné ; cette dernière graphie n’est plus utilisée au XXe siècle.
Le linguiste remarque que ce même mot latin disjejunare est l'origine du mot français dîner, en passant par le latin médiéval disjunare et l'ancien français disner. Sous François Ier, les gens de la cour assistent à la messe de huit heures, avant de prendre le premier repas du jour vers dix heures. Suivent ensuite le dîner ou disner entre quatorze et dix-sept heures suivant les occupations, et enfin le souper vers vingt-et-une heures. Le décalage constaté en France date de l'invention aristocratique et bourgeoise au XIXe siècle du petit-déjeuner gastronomique dit « au saut du lit », repoussant le déjeuner à midi, le dîner au soir et le souper, sorte de petit repas festif, pendant la nuit.
Le wallon de Liège utilise la forme unique didjuner ; le savoyard, dèzounâ pour le nom du repas et dèzounôou pour l'action ; le valdôtain, dedjeun-où pour le nom du repas et dedjeuné pour l'action, avec plusieurs variantes sur le territoire (en français valdôtain, ce repas est défini « déjeuner »).

## Grammaire
Déjeuner est en effet à la fois un substantif et l'infinitif d'un verbe, ce qui cause deux interprétations grammaticales du mot dans l'expression « après déjeuner » (très courante au XIXe siècle), les uns la comprenant comme « après “le” déjeuner », les autres comme « après “avoir” déjeuné ». « Après déjeuner » situe, dans les deux cas, un moment précis, au contraire des substantifs « après-dîner » et « après-souper », qui indiquent une partie du jour (entre le dîner et le souper, entre le souper et le coucher).
Les grammairiens préconisent d'utiliser la préposition « de » pour citer les mets mangés au déjeuner (ex. : « J'ai déjeuné de pain et de café ») et « avec », lorsqu'on parle des personnes avec lesquelles on a pris ce repas (ex. « J'ai déjeuné avec ma mère et mon père ») ; le professeur de français Benjamin Pautex émet l'hypothèse que c'est pour éviter l'équivoque, dans le cas de phrases telles que « J'ai déjeuné avec un perdreau ». La préposition « avec » suivie de noms d'aliments (ex. « J'ai déjeuné avec quelques œufs frais ») est cependant employée par divers auteurs ainsi que dans la vie courante.
Par ailleurs, le participe passé du verbe déjeuner (intransitif, toujours utilisé avec l'auxiliaire avoir) est invariable même si les dictionnaires en donnent une forme féminine. B. Pautex en a fait la remarque dès 1862.

## Usages du mot
En Belgique francophone, en Suisse romande, au Canada francophone et en Vallée d'Aoste, le premier repas du jour s’appelle encore « déjeuner » même si ce nom est en concurrence avec « petit déjeuner » ; il en va de même dans certaines régions françaises (Beaujolais, Région Rhône-Alpes, Normandie, Picardie, Nord, Champagne-Ardenne, Lorraine et Occitanie). Dans le reste de la France, ce repas est nommé « petit déjeuner », le mot déjeuner étant attribué au repas du milieu du jour.
À la fin du XVIIIe siècle, le repas de la mi-journée est peu à peu reporté, à Paris, vers la fin de l’après-midi et au début de la soirée. Antoine Caillot situe ce glissement à l'époque de l'Assemblée constituante, car les députés qui déjeunaient frugalement avant d'aller travailler ne pouvaient dîner qu'à la fin des séances, au plus tôt vers 17 heures. Il en allait de même pour ceux qui s'occupaient des affaires publiques et des employés des administrations, qui devaient attendre pour se mettre à table que la séance fût levée. Mais il n'en était pas ainsi en province où les gens n'avaient aucune raison de modifier leurs usages.
Le déjeuner se dédouble alors : un premier repas très léger est pris au lever et un plus substantiel en fin de matinée. De là viennent les expressions « premier déjeuner » et « petit déjeuner », « second déjeuner » et « grand déjeuner » que l’on retrouve dans les œuvres des écrivains français.

« Il se créa alors, vers 11 heures, un second déjeuner fait de viandes froides, d'œufs, etc., jusqu'à ce qu'une dame Hardy, qui tenait un café en face du Théâtre des Italiens, eut imaginé pour ce nouveau repas un type de buffet chaud, pourvu de côtelettes, rognons, saucisses. Ainsi naquit le “déjeuner à la fourchette”. Ce nouveau déjeuner a subsisté — et même supplanté l'ancien — en suivant le glissement général des repas dans l'horaire, car aujourd'hui on déjeune facilement vers treize heures ou treize heures et demie. »

Ce « déjeuner de midi », « déjeuner-dîner » ou « déjeuner dînatoire », servi plus tard dans la journée, est un repas plus copieux que celui du lever qu'on a nommé parfois « déjeuner à la tasse » ; il ne devient ensuite « déjeuner » tout court que dans les grandes villes françaises (hormis Nancy et Lyon), par imitation de ce qui s’est passé à Paris. Dans les petites villes et les campagnes, le premier repas du matin reste le déjeuner. Pierre Rézeau écrit notamment à ce sujet :

« […] l’usage parisien a été “parachuté” avec succès presque partout en s’étendant sur les zones environnantes ; il s’est en outre imposé partout en France dans la langue de l’hôtellerie et de la restauration, ce qui ne manque pas d’exercer une forte pression sur l’emploi archaïque. »

En effet, dans le domaine touristique, le repas du matin est globalement appelé petit déjeuner en francophonie depuis le XXe siècle.

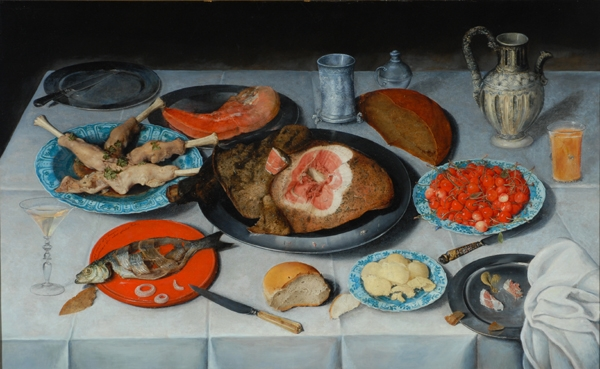
Déjeuner, Jacob van Hulsdonck, 1614.

Quant aux œuvres littéraires ou scientifiques à partir de la fin du XVIIIe siècle, le différent emploi du terme déjeuner par les rédacteurs francophones, pour le repas du matin et du midi, peut créer une confusion pour le lecteur, d'autant que le menu du repas matinal, selon les contrées, les époques et les classes sociales, a pu ou non être copieux et comporter des mets à base de viandes et du vin ; il faut souvent se référer au contexte pour déterminer de quel repas il s'agit. Ainsi, par exemple, chez Alexandre Balthazar Laurent Grimod de La Reynière, qui utilise le vocabulaire à la mode chez les gens aisés au début du XIXe siècle, le déjeuner n'est « pas » le repas matinal, alors qu'il l'est toujours pour Victor Hugo lorsque, quelque cinquante ans plus tard, il décrit la vie des gens du peuple.

## Menu en Occident
Le menu de ce repas est variable selon les époques et les cultures.

### Antiquité

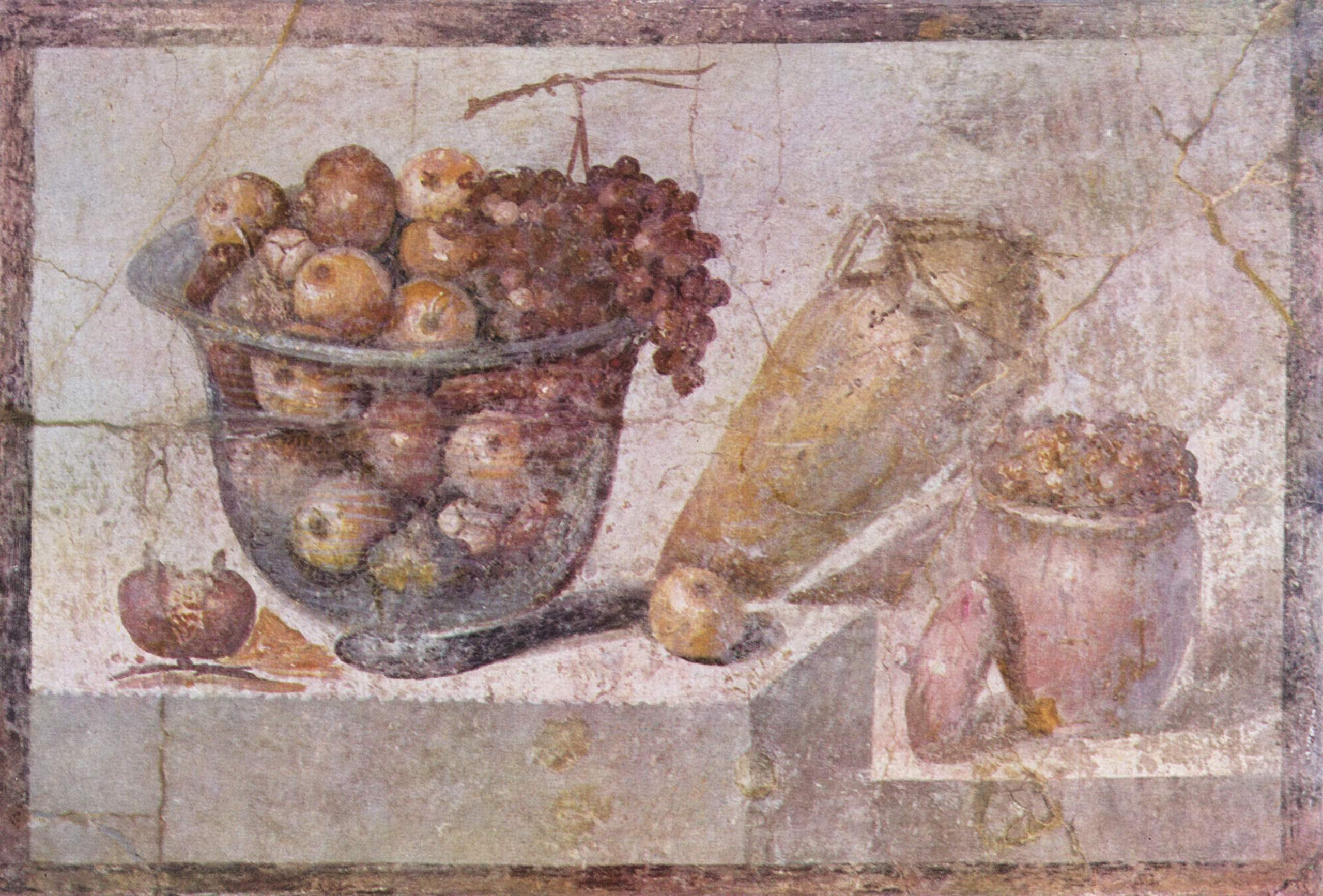
Coupe de fruits, fresque de Pompéi, vers 63-79, actuellement au musée national archéologique, Naples.

#### Grèce
Le déjeuner, nommé ἄριστον / áriston chez Homère, se mange à la pointe du jour ; il n'est pas forcément frugal. Par la suite, le repas s'appelle ἀκρατισμός / akratismós et se compose de pain et de vin pur.
Ce repas, nommé aussi διανεστισμος / dianestismos, était le premier des quatre quotidiens grecs, selon l’Encyclopédie, de Diderot et D’Alembert. L’Encyclopédie méthodique signale toutefois que les intellectuels et les riches Grecs, comme les peuples des contrées orientales proches, ne faisaient qu'un repas par jour (le soir), le très léger et peu substantiel déjeuner n'étant considéré qu'en tant qu'« apprêt » pour le souper. Les soldats, les ouvriers, les hommes de peine, par contre, mangeaient plus copieusement, matin, midi et soir.

#### Rome
Chez les Romains, le déjeuner se nomme jentaculum mais Sextus Pompeius Festus indique qu'il s'est appelé aussi prandiculum, diminutif du prandium, le repas de midi, quasiment identique quant à la composition, ce qui permet d'établir une analogie avec les coutumes postérieures des « premier » et « second » déjeuners, ces repas permettant simplement de se sustenter en attente de celui du soir qui était le plus important.
Repas léger et frugal, le déjeuner est habituellement composé de vin et de pain sec, qui avait pour réputation, pris à jeun, d'éclaircir et fortifier la voix, ou de vin auquel on joint parfois du fromage, du lait, des fruits.
Dans le Moretum, poème gastronomique attribué à Virgile, le déjeuner d'un paysan est décrit en détail : mouture du blé pour en obtenir la farine, criblage de celle-ci, ajout d'eau chaude et de sel pour former la pâte par pétrissage, façonnage en forme de galette et mise au four sous des tuiles couvertes de braises. Le temps de la cuisson permet de préparer un accompagnement à base de fromage salé, à défaut de tranches de porc salé que l'homme ne possède pas. Il prélève dans son jardin quatre aulx, du persil, de la rue et de la coriandre et les nettoie. Dans un mortier, il pile têtes d'ail avec sel, fromage et herbes, en humectant de lait. Il ajoute encore huile et vinaigre et, de l'ensemble bien pétri, forme une boule qu'on appelle « moret » et qu'il mange avec le pain juste sorti du four.
La consommation de vin, lorsqu'il est aromatisé par macération de seseli, plante connue pour ses vertus médicinales, donne une autre appellation au repas : le silatum. Henri Ophellot de la Pause ajoute en note, dans sa traduction de l'Histoire des douze Césars de Suétone, que le déjeuner n'était permis qu'aux enfants et aux vieillards ; pour les adultes, il était considéré comme une preuve d'intempérance. À l'apogée de l'empire, le déjeuner ne consiste d'ailleurs plus qu'en un verre d'eau avalé en hâte.
Il arrivait que les enfants mangent à ce repas des pâtisseries vendues de bonne heure par les pâtissiers.

### XVIIesiècle

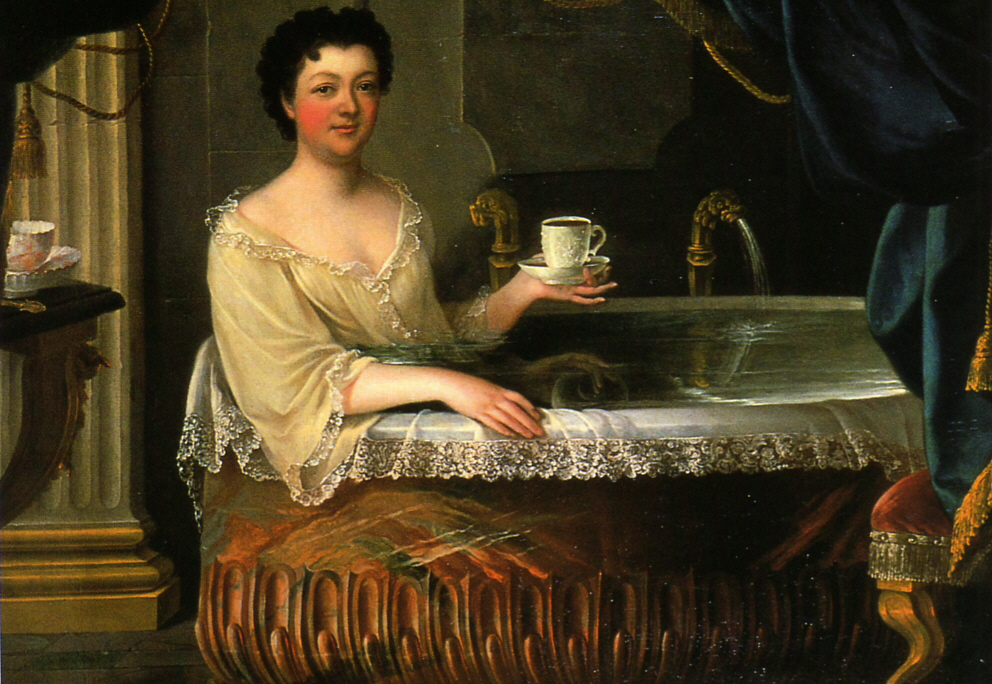
Chocolat au bain, XVIIe siècle.

Jehan Hérouard, médecin de Louis XIII, a noté dans ses mémoires les particularités de la jeunesse de ce souverain et, notamment, certains de ses repas. On note, par exemple, que le dauphin, à 13 ans, mange au déjeuner du jambon et du pâté de sanglier (le 22 juin 1614) et des « poulets fricassés à la sauce blanche » (le 19 août). Par comparaison, son successeur, le roi Louis XIV, va être infiniment plus frugal : il ne déjeune, à 9 heures, que de deux tasses de tisane ou de bouillon qui a cuit toute la nuit pour constituer un consommé « de toute première qualité ».
Le goût pour les mets purement sucrés se développe au cours de ce siècle ; peu à peu, le café, le chocolat (boisson considérée par les jésuites comme « maigre » et donc autorisée les jours de jeûne) et les confitures remplacent le bouillon ou le lait.

### XVIIIesiècle

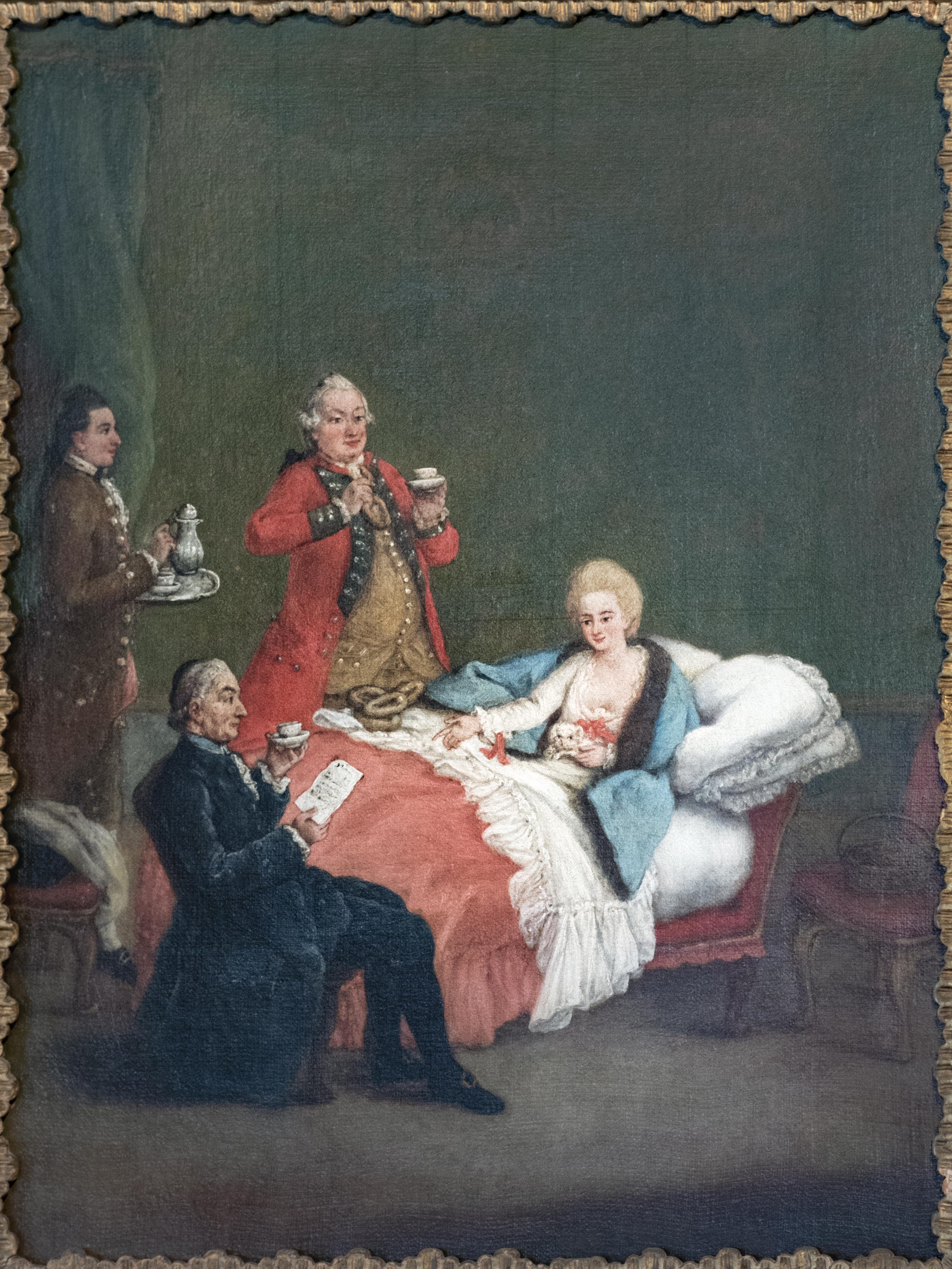
Le Chocolat du matin, Pietro Longhi, 1780.

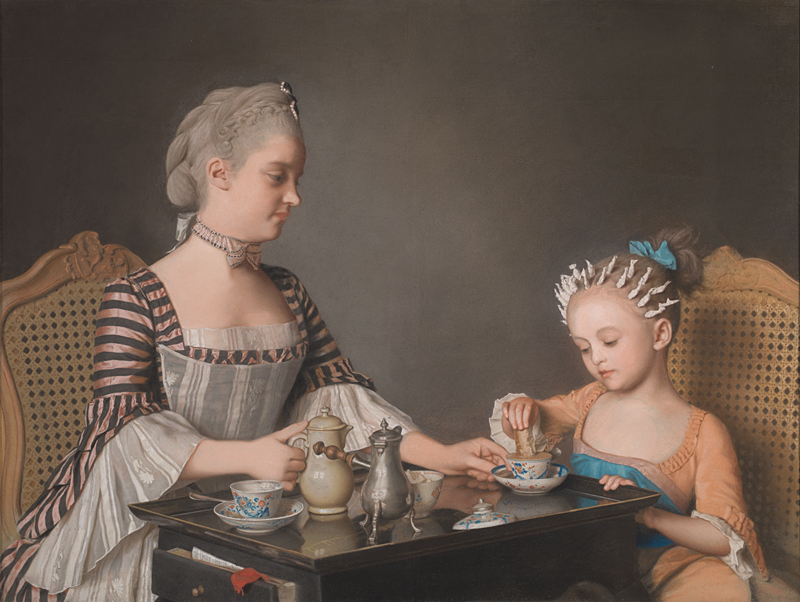
Jean-Etienne Liotard, Le petit déjeuner de la famille Lavergne, 1754.

Selon Jean-Jacques Rousseau, en Angleterre et en Suisse, le déjeuner est un vrai repas qui rassemble tout le monde tandis qu'en France, chacun déjeune seul dans sa chambre et même, le plus souvent, ne déjeune pas.
On sait cependant que le Régent appréciait une tasse de chocolat. Les enfants du roi Louis XVI déjeunaient de semoule et de bouillon. Dans sa prison de la tour du Temple, ce roi n'avait à sa disposition qu'un morceau de pain et une carafe de limonade et son fils, le dauphin, qu'une tasse de lait ou des fruits. Par comparaison, un enfant anglais pauvre d'un an déjeunait d'une pinte de lait dont la crème avait été dépouillée 12 heures après la traite et d'un quart de livre de pain.
Les bourgeois déjeunent de chocolat ou d'une tasse de café à la crème, entre 8 et 9 heures ; le peuple de Paris se contente de café au lait. Au coin des rues parisiennes, les ouvriers achètent même cette boisson, servie dans des pots en terre pour deux sols, à des femmes qui portent sur leur dos des fontaines en fer-blanc, pleines du breuvage revigorant.

### XIXesiècle

Le Petit Déjeuner (1881) de Sarah Purser, portrait de Maria Feller (Galerie nationale d'Irlande).

Quasiment partout en Europe, on boit du café le matin. La classe moyenne allemande déjeune, à Brême, de café et de pain noir ; vers 9 heures et demie, les hommes mangent à nouveau pain noir beurré, et pain blanc accompagné d'un petit verre de schnaps. Les pères de famille ont droit, en surplus, à de la poitrine fumée, des saucissons et de la viande fraîche. À l'orphelinat d'Altona, les enfants sont cependant nourris le matin de lait, d'eau et de trois craquelins.
Le café au lait est devenu l'unique aliment du déjeuner pour la moitié des Parisiens mais dans les provinces françaises, le déjeuner se compose de café ou thé au lait ou « chocolat » (désigne dans ce cas une boisson chocolatée à base de cacao et de lait), pain, beurre, fruits pour ceux qui peuvent se le payer ; les ouvriers, qui achètent souvent à crédit, doivent se contenter de café et de pain.
Nombre de médecins considèrent pourtant que le déjeuner devrait être le principal repas car il permet de « réparer assez rapidement les pertes éprouvées pendant le sommeil », parce que les organes digestifs, bien reposés, ont « toute leur puissance et toute leur énergie » et la « digestion complète et radicale » a le temps de se faire avant que le sommeil ne revienne. Pour développer la force physique d'un homme, certains conseillent au déjeuner, qui se prend à 8 heures, du bœuf ou du mouton, du pain rassis ou du biscuit mais peu de boisson ; pour les enfants, un liquide nourrissant (potage, chocolat, etc.) à 8 heures.
Dans les campagnes françaises, on mange encore de la bouillie, comme en Franche-Comté, où les gens du peuple déjeunent de gaudes (bouillie de maïs).
Un rapport du Comité parlementaire de la Chambre des Communes sur l'état de la mendicité dans la capitale londonienne établit qu'une pinte et demie de gruau constitue le déjeuner du pauvre dans un asile.

#### À Paris
E. Pouyat décrit les déjeuners pris, dans la première moitié du XIXe siècle, à Paris de huit heures à midi et les classe en trois catégories :
- Les déjeuners ambulants : dès huit heures du matin, dans les boulangeries se vendent des « pâtes blanches et nourrissantes, des croûtes appétissantes et dorées, de formes rondes, ovales, allongées, à brisures croustillantes et sinueuses », à la portée de toutes les bourses, achetés par les célibataires garçons de boutique ou employés, et auxquels ils joignent parfois des fruits ou une pomme de terre achetée au pont Neuf ;
- Les déjeuners au café : très divers, ils sont destinés aux hommes. Certains sont copieux et substantiels, composés de pain, de brie, des produits des marchandes de friture : on les mange chez le marchand de vin ou sur la place publique ; d'autres, plus frugaux, consistent en un bouillon, assaisonné d'un verre de vin, pour les gens pressés et économes qui les mangent en quelques minutes à la petite table d'un café ; d'autres ne sont qu'un café-crème, permettant au consommateur d'économiser le beurre et d'approvisionner son sucrier tandis que d'autres encore sont luxueux comme au Café Anglais, où le couvert est à heure fixe ; il existe aussi des déjeuners spéciaux, avec dessert, destinés aux provinciaux prêts à la dépense ;
- Les déjeuners à domicile : soit ils constituent le déjeuner bourgeois des gens mariés, mangeant périodiquement les mêmes mets (comme le gigot en hachis et le café-chicorée de ménage ou le vieux gruyère) accompagnés parfois d'un verre d'eau-de-vie, soit ce sont ceux servis au réveil dans la chambre des hôtels garnis.

#### En Belgique
On enseigne aux jeunes filles de préparer un déjeuner de café au lait et de tartines beurrées agrémentées parfois de fromage blanc. Mais, dans les campagnes, d'autres habitudes existent et vont subsister jusqu'au XXe siècle.
En Gaume, la trapaye est la plus traditionnelle : une ou deux tranches de pain déchiquetées en petits morceaux trempent dans une grande jatte de café au lait (ou à la crème quand il y en a) sucré. On mange parfois la miaye : du lait froid, salé ou sucré selon le gout, versé sur du pain rompu. Lors de la moisson ou à la fenaison, on y ajoute la rachauffâye, un reste de touffâye, réchauffé à sec jusqu'à attacher dans la poêle en fonte.
Dans les Ardennes et en Famenne, la coutume est de déjeuner deux fois : entre 6 et 7 heures, on mange du pain de seigle ou du pain « mêlé » (seigle et épeautre) beurré avec, lorsqu'on a les moyens, de la confiture, du fromage ou de la viande ; les berdelles (crêpes de sarrasin ou d'un mélange de sarrasin et de blé) ou une bouillie de farine d'avoine constituent d'autres choix de menu. Vers 9 heures ou 9 heures et demie, on prend du pain beurré avec du lard ou des œufs.
Ce double déjeuner s'impose car le paysan se lève tôt (à 5 ou 6 heures du matin) et travaille dur. Il existe aussi dans certaines régions flamandes où, selon le niveau de vie, le second, souvent à base de pain, de lard et d'œufs, peut comprendre des saucisses ou des côtelettes.

### XXeetXXIesiècles
À la fin du XIXe siècle, et à l'initiative d'un groupes de femmes désireuses d'offrir une alimentation plus correcte aux enfants pauvres, des repas de midi sont organisés dans des écoles d'Oslo ; en 1895, ils dépendent des affaires scolaires de la ville et deviennent accessibles à tous les élèves durant la Première Guerre mondiale. Un médecin scolaire, Carl Schiøtz, va contester l'utilité de ces repas et parvenir à imposer à leur place ce qu'on appelle le « déjeuner d'Oslo », composé principalement de lait frais, de pain de seigle, margarine et fruit ou légume, servi à l'arrivée des enfants à l'école.
Ce déjeuner va dépasser le cadre de la cantine ; il s'impose comme le repas matinal idéal partout en Norvège, dans toutes les classes sociales, mais aussi dans d'autres pays du monde.
Dans la seconde moitié du XXe siècle, on se met à distinguer le type « continental » et le type « anglo-saxon ».

#### Repas de type continental

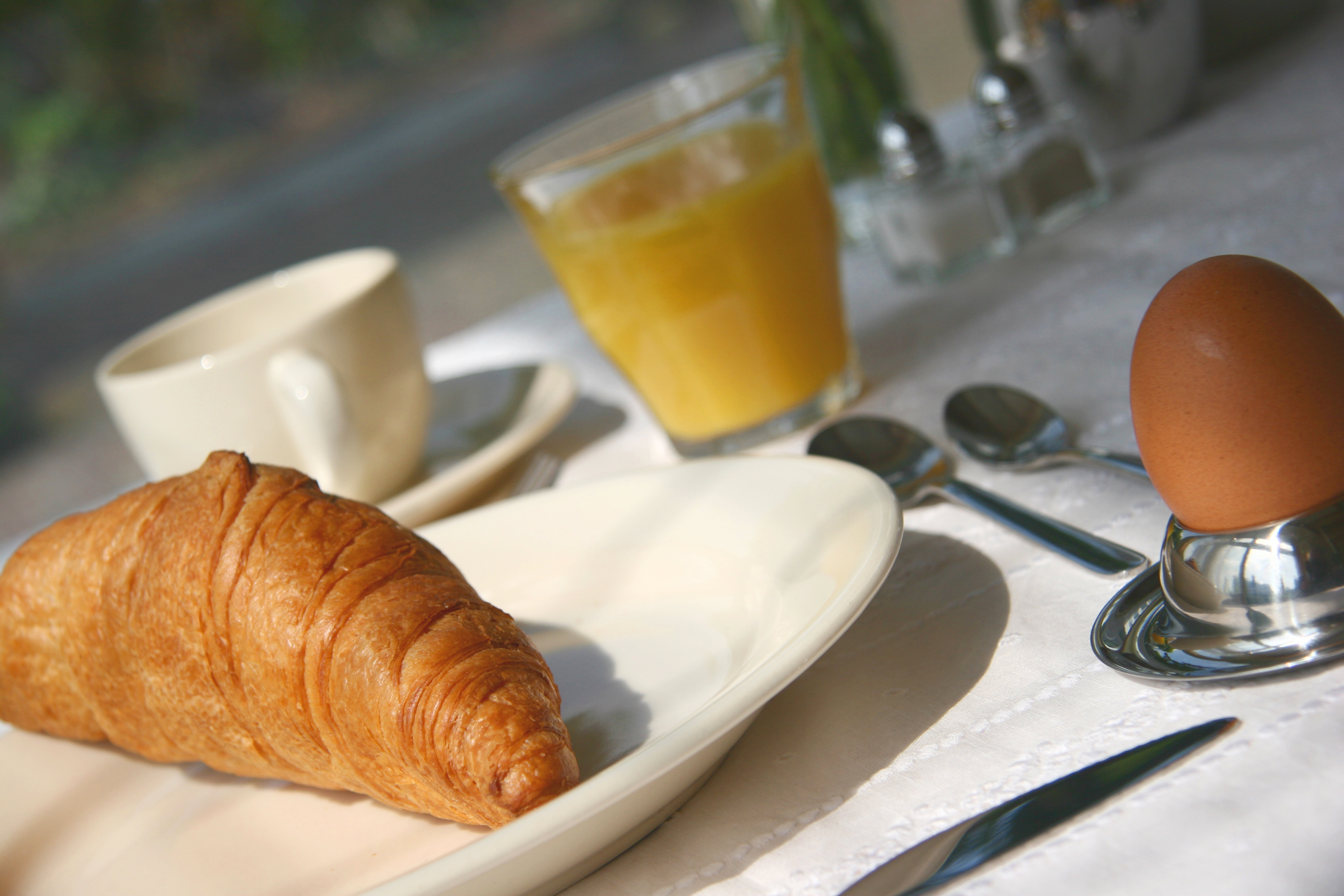
Déjeuner continental avec viennoiserie française.

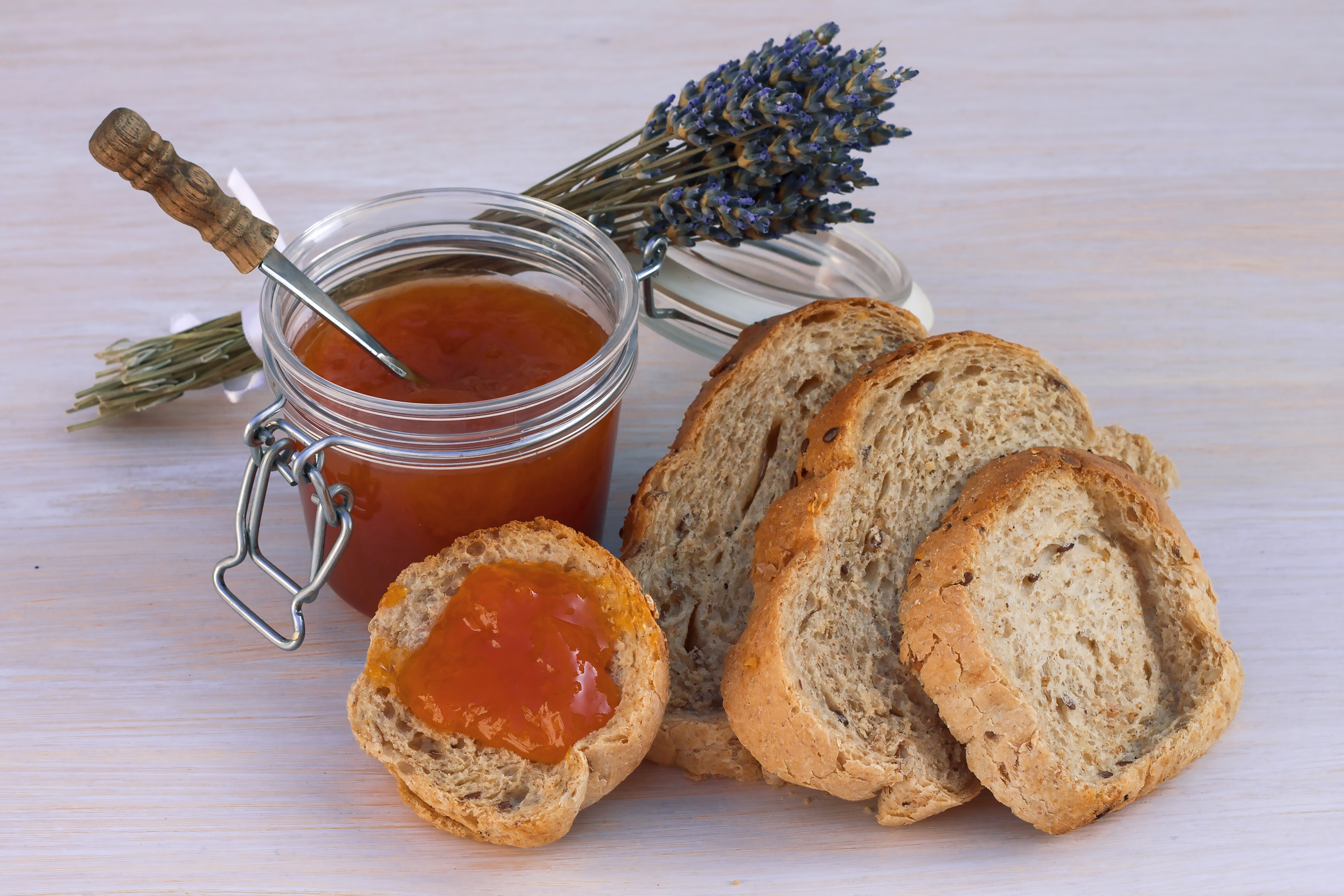
De la confiture d'abricot et du pain forment souvent un bon petit-déjeuner.

C’est un repas sucré composé d’une boisson chaude (café, thé ou chocolat souvent accompagné de lait pour l’apport en calcium et en protéines), accompagnée de tartines (pain beurré nappé de confiture, miel, voire de pâte à tartiner industrielle). Peuvent s’y adjoindre, surtout les jours fériés, des viennoiseries (croissant, brioche, pain au chocolat, pain aux raisins, madeleines, pain au lait, muffin, etc.), du jus de fruit (orange, ananas, pamplemousse, pruneau, pomme, goyave, tomate, etc.), un yaourt/fromage blanc, des céréales sucrées (muesli) ou des fruits, des œufs à la coque (généralement accompagné de mouillettes).
Dans le jargon touristique, on appelle ce déjeuner un continental breakfast ou encore un café (ou thé) « complet ».

#### Repas de type anglais

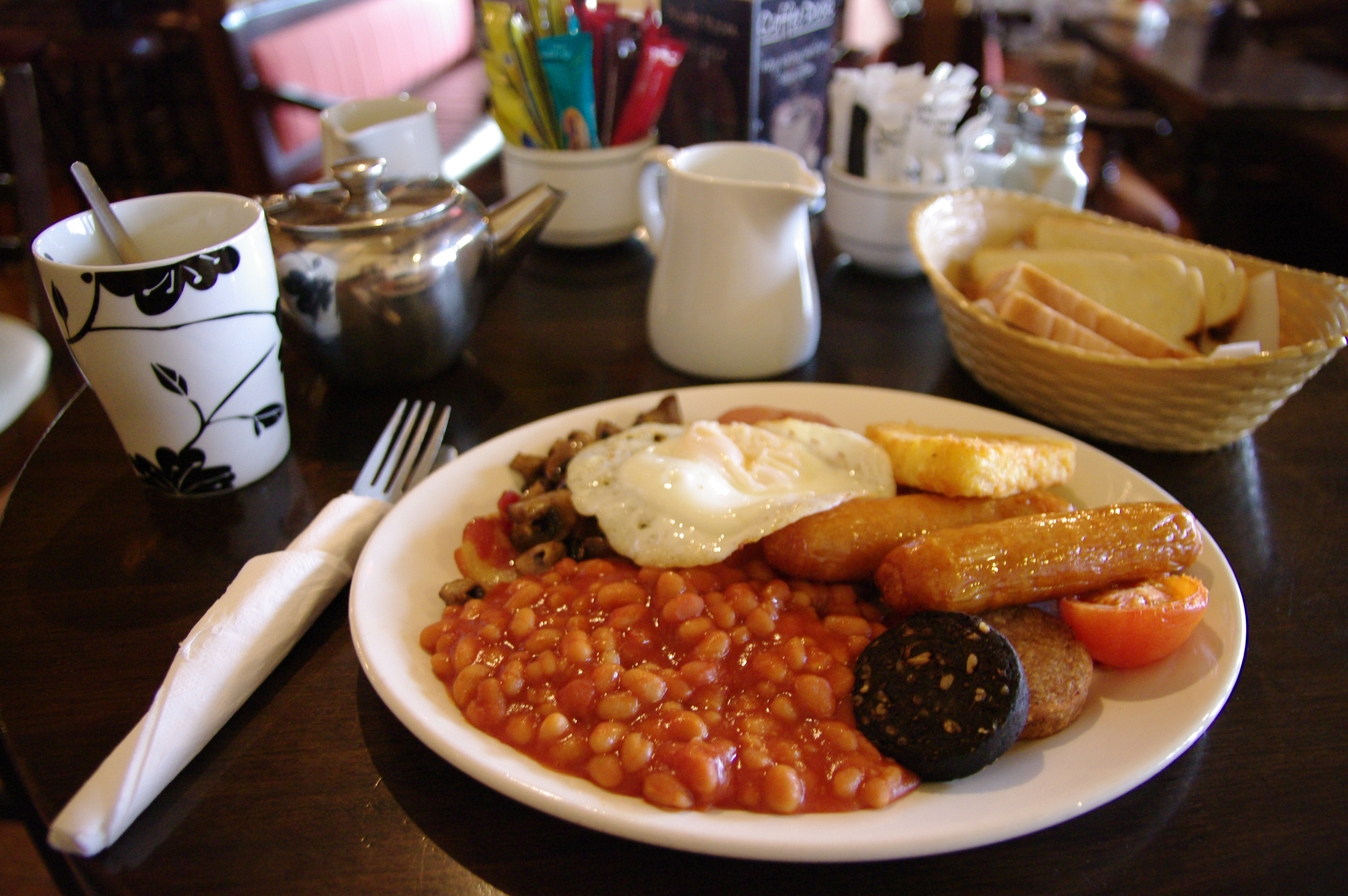
Déjeuner traditionnel irlandais.

Plus copieux que le repas continental, il est composé d’œufs (« sur le plat » ou brouillés), bacon, baked beans, tomates cuites, parfois de champignons ou de pommes de terre. Il est généralement accompagné de thé et de tranches de pain rôties.
En tourisme, ce déjeuner est appelé american breakfast. C'est le type de déjeuner qui est proposé dans les restaurants d'Amérique du Nord.
Le repas matinal suisse ou allemand est proche de l’« anglo-saxon ». Il peut contenir des œufs à la coque (vitamine D), des charcuteries et des fromages à pâte cuite.

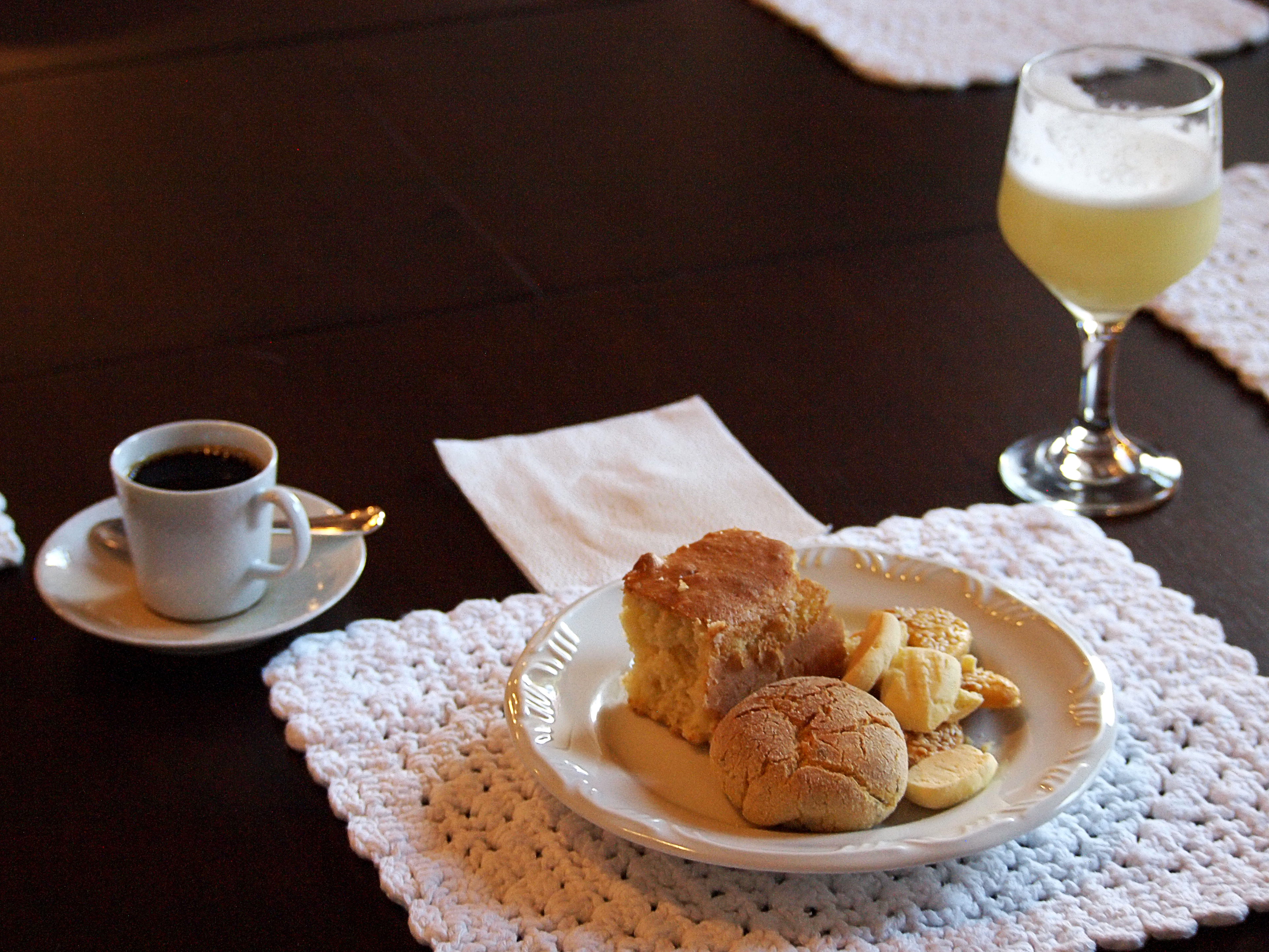
Petit-déjeuner au Brésil

### Variantes
- Le « déjeuner d’affaires » est le repas de midi qui réunit des hommes ou femmes d’affaires ;
- Le « déjeuner littéraire » rassemble des hommes et femmes de lettres ;
- Le « déjeuner aléatoire » réunit les membres d’une organisation par petits groupes constitués aléatoirement.

## Menu au Brésil
Petit-déjeuner au Brésil avec pain grillé, pain au fromage, fromages, charcuterie, jus naturel.

## Menu en Orient

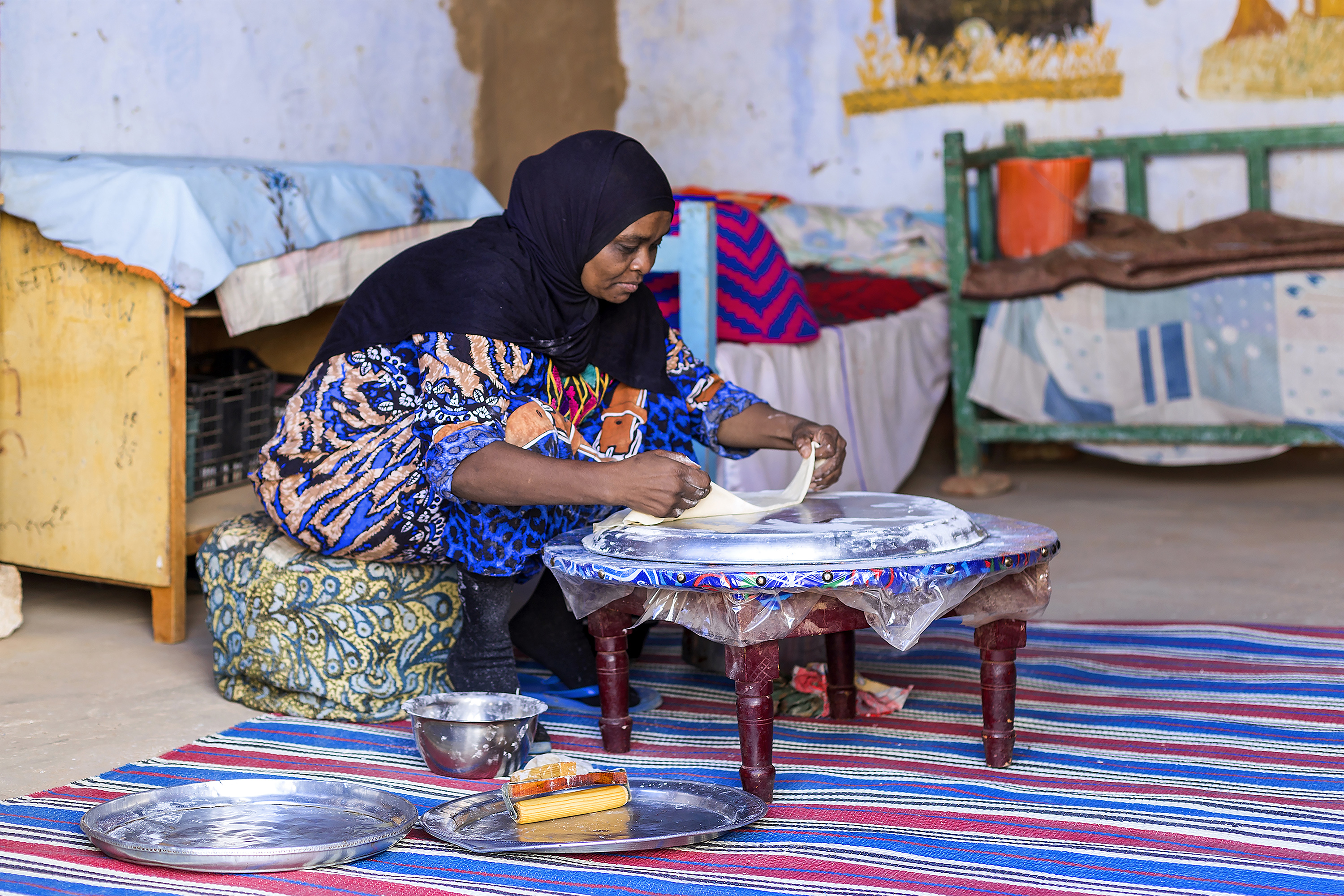
Préparation du petit déjeuner en Égypte.

En Chine, le déjeuner le plus simple est souvent composé de lait de soja, de bouillie de riz, de mantous (sortes de petits pains cuits à la vapeur), de légumes saumurés et/ou tofu fermenté et d'œufs durs.

### Petit déjeuner israélien

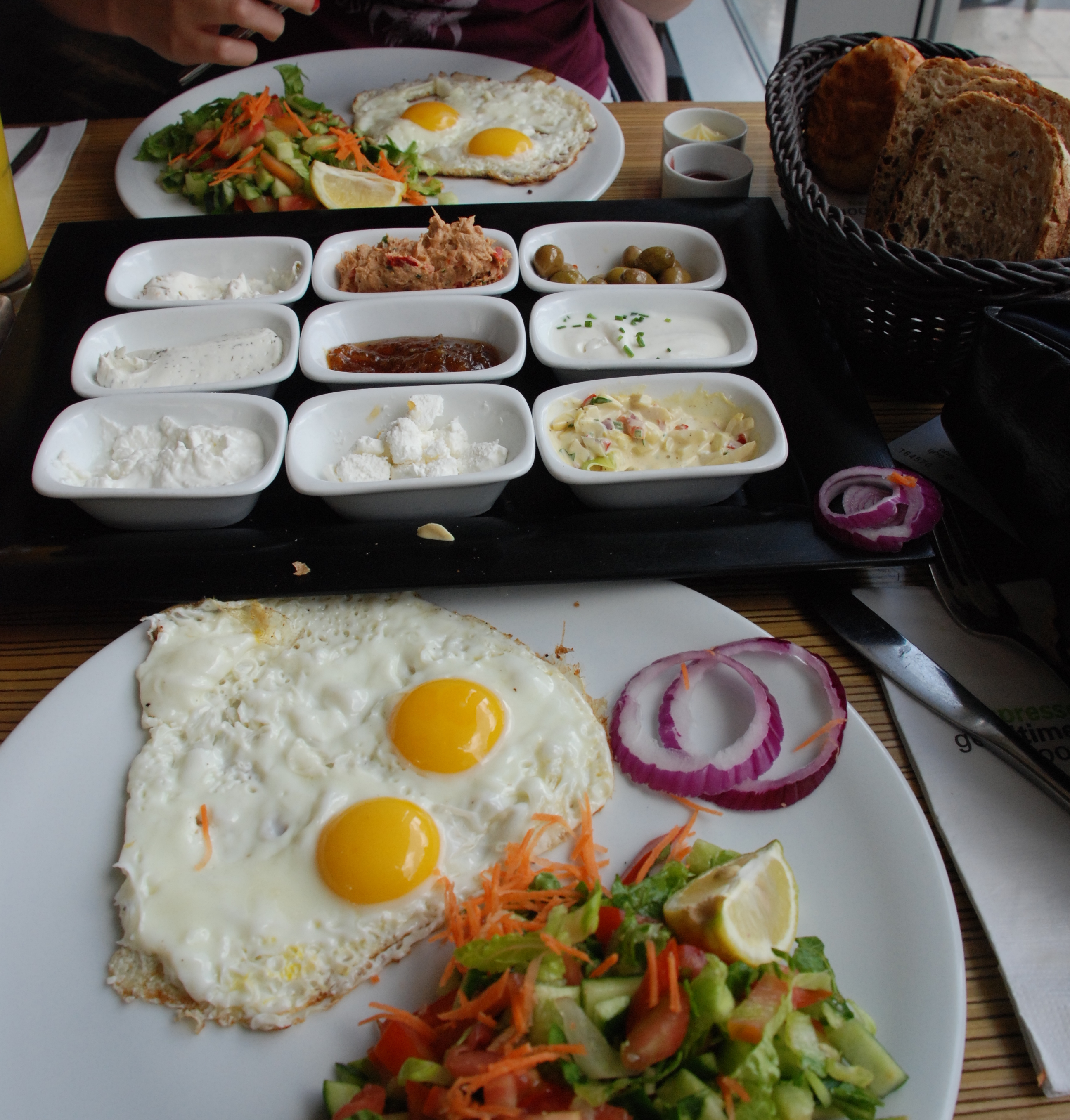
Petit déjeuner israélien servi à l'hôtel

En Israël, le petit déjeuner provient des kibboutzim où les membres commençaient tôt leur journée avec une collation légère pour revenir des champs quelques heures plus tard afin de prendre un repas plus constituant dans la salle commune donc servi en buffet ; c'est sous cette forme copieuse que le petit déjeuner est devenu populaire dans tout le pays et systématiquement présenté dans les hôtels, même si ces derniers en ont modifié la composition,. Le petit déjeuner israélien est constitué de pain, de confiture et de pâtisseries auxquels s'ajoutent des produits laitiers tels que du fromage à pâte cuite, du fromage bulgare ou frais comme le cottage ou le labneh, du beurre, du yogourt ou des spécialités laitières, aussi des légumes sous forme de salade de tomates, concombres et poivrons ou olives, du houmous ou de la tehina, des fruits, du poisson comme le thon, des œufs ou une omelette et des céréales. À côté de ceux-ci sont servis du café, du thé, du chocolat et des jus de fruits,,,.

### En Malaisie
La culture du petit déjeuner en Malaisie : expérience culinaire dans une société multiethnique est inscrite sur la liste représentative du patrimoine culturel immatériel de l'humanité par l'UNESCO en 2024.

### Au Japon

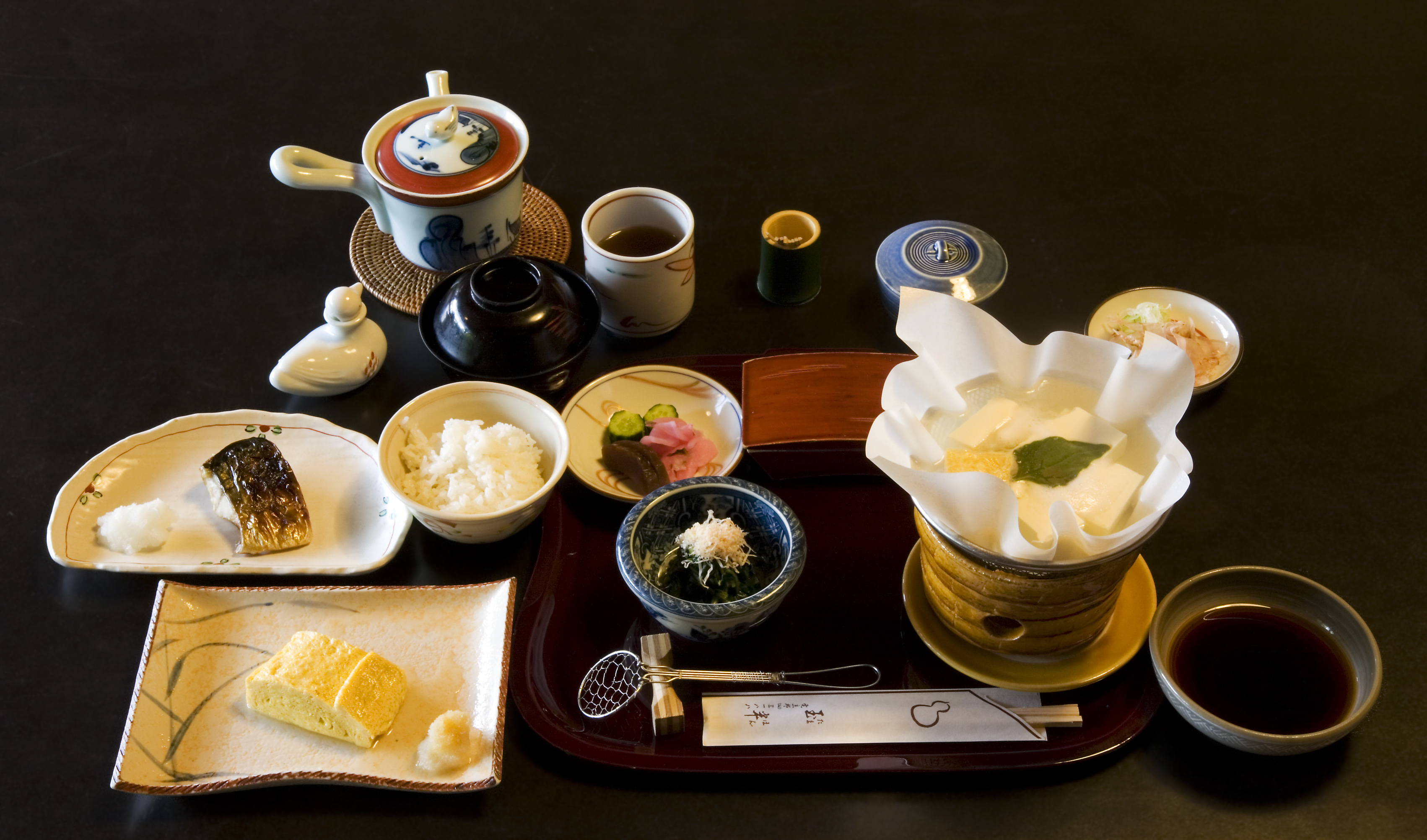
Déjeuner traditionnel japonais.

Au Japon, le déjeuner est soit traditionnel, soit occidental.

## Diététique
Sous divers prétextes (généralement le manque de temps ou l'absence de faim), une partie de la population ne déjeune pas et se contente d'absorber une boisson au lever. Cela n'est pas nouveau : Hippocrate, au Ve siècle av. J.-C., en fait déjà mention dans ses écrits sur le régime dans les maladies aigües. Actuellement, un Américain sur cinq saute le déjeuner et cette proportion tend à s'accroître.
Les nutritionnistes insistent sur l'importance du déjeuner, et particulièrement pour les travailleurs qui exercent des métiers à risques (conducteurs de véhicules, travail en hauteur, etc.) et pour les enfants qui pourraient, s'ils ne déjeunent pas, connaitre dans la matinée une faiblesse par hypoglycémie, provoquant un relâchement de l'attention en classe et favorisant le grignotage. Des études portant sur l'attention, la mémoire de travail et la mémoire secondaire ont démontré qu'un déjeuner, « riche en sucres lents, aide à maintenir le même niveau de performances mentales au cours de la matinée ».
Le déjeuner interrompt un jeûne de quelque dix heures et prépare l'organisme aux dépenses énergétiques de la matinée. Il devrait comporter un quart de l'apport calorique glucidique journalier avec un équilibre entre les sucres rapides et les sucres lents.

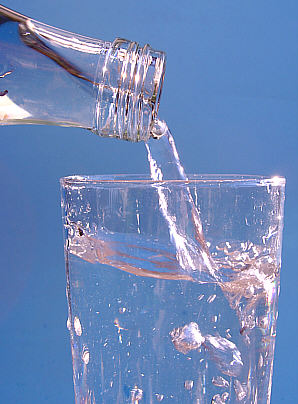
De l'eau, du thé, du café, de la chicorée…
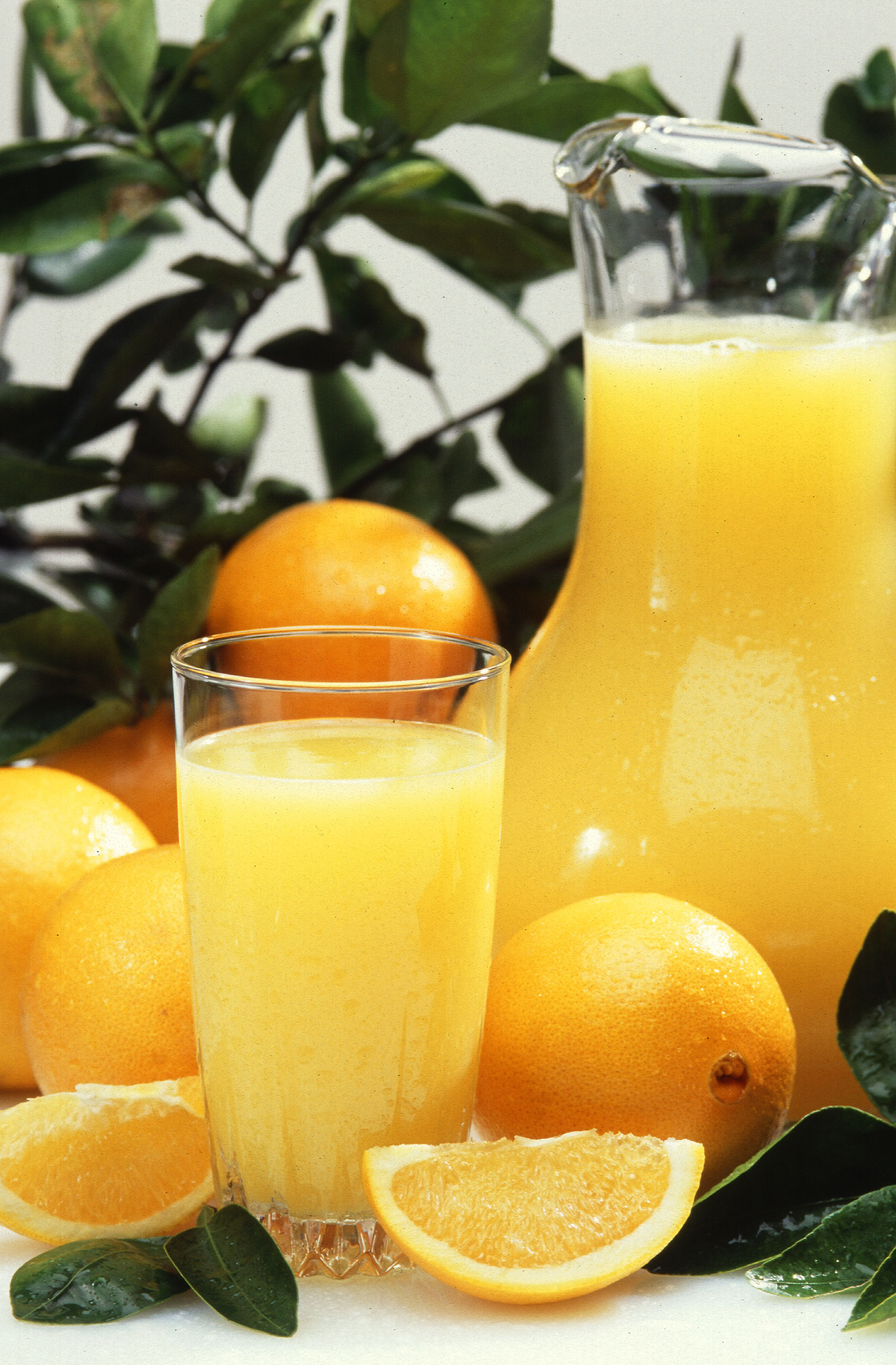
Un fruit entier ou en jus.
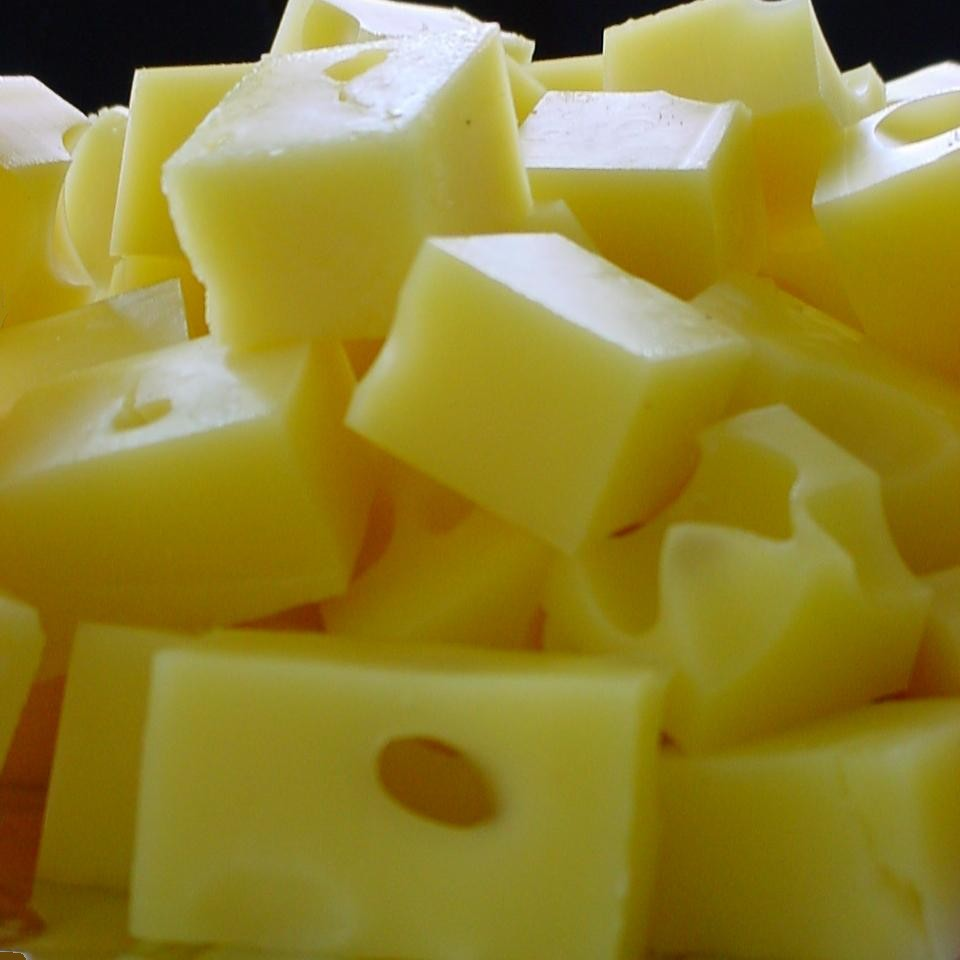
Un produit laitier.
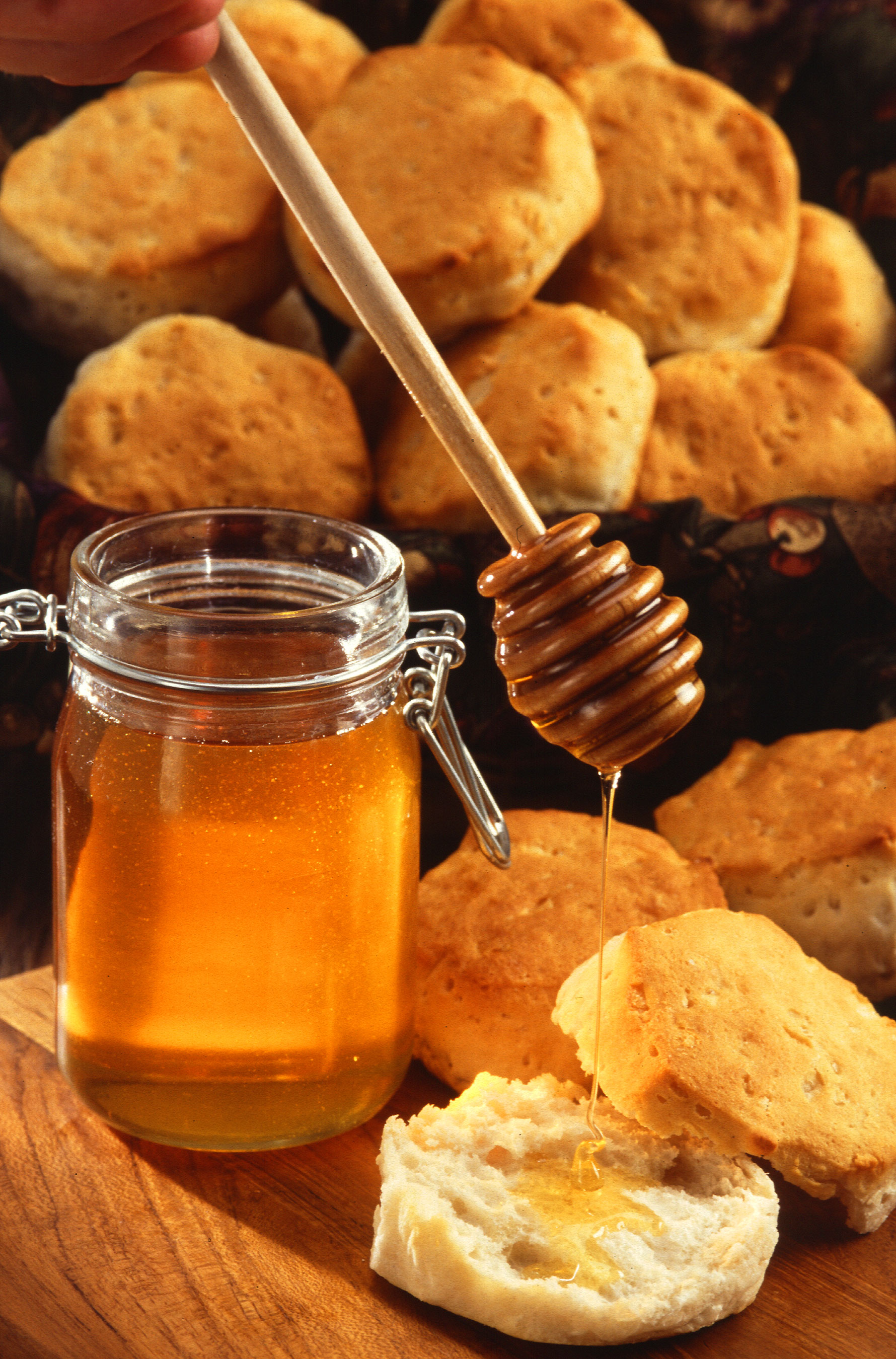
Du miel ou du sucre complet.
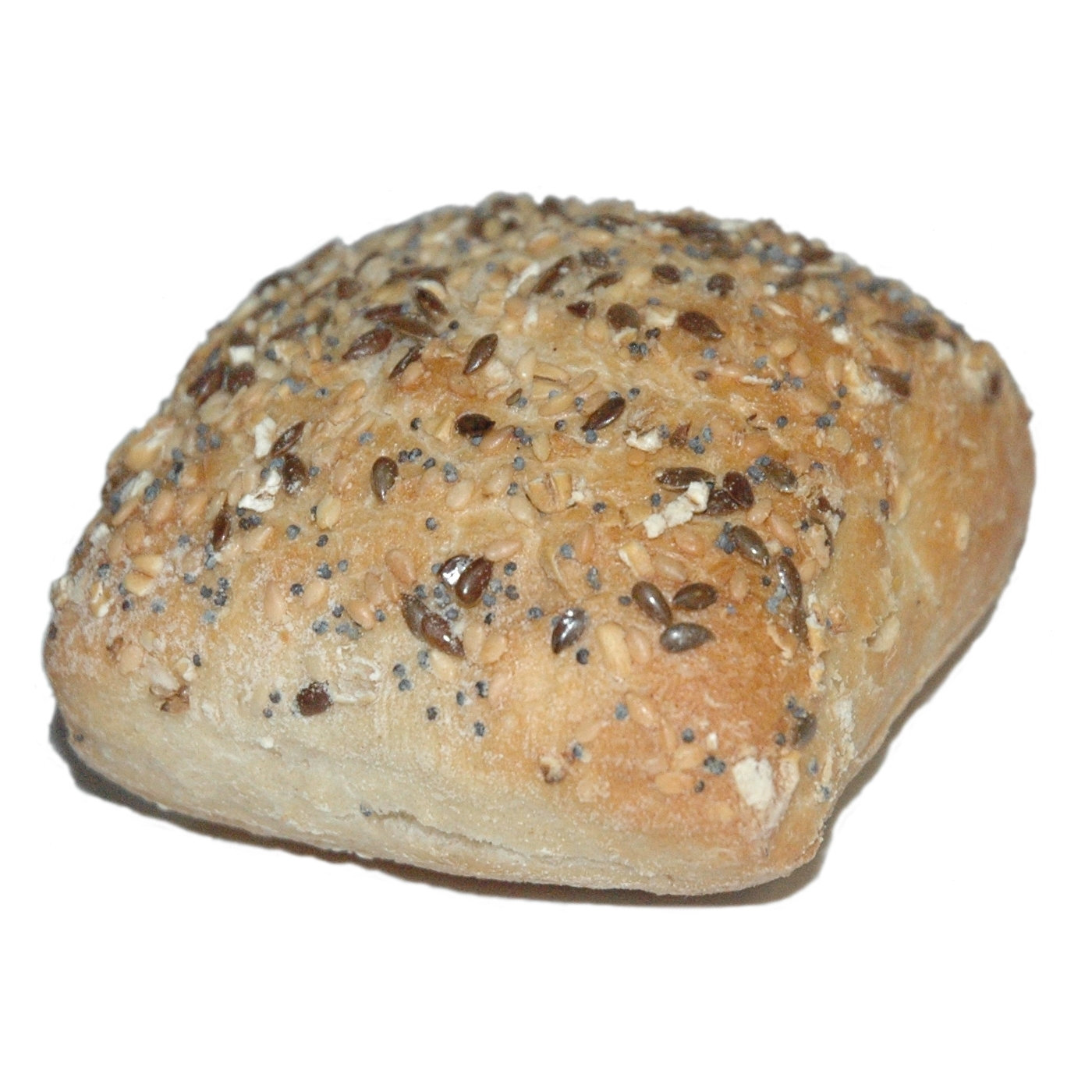
Du pain.
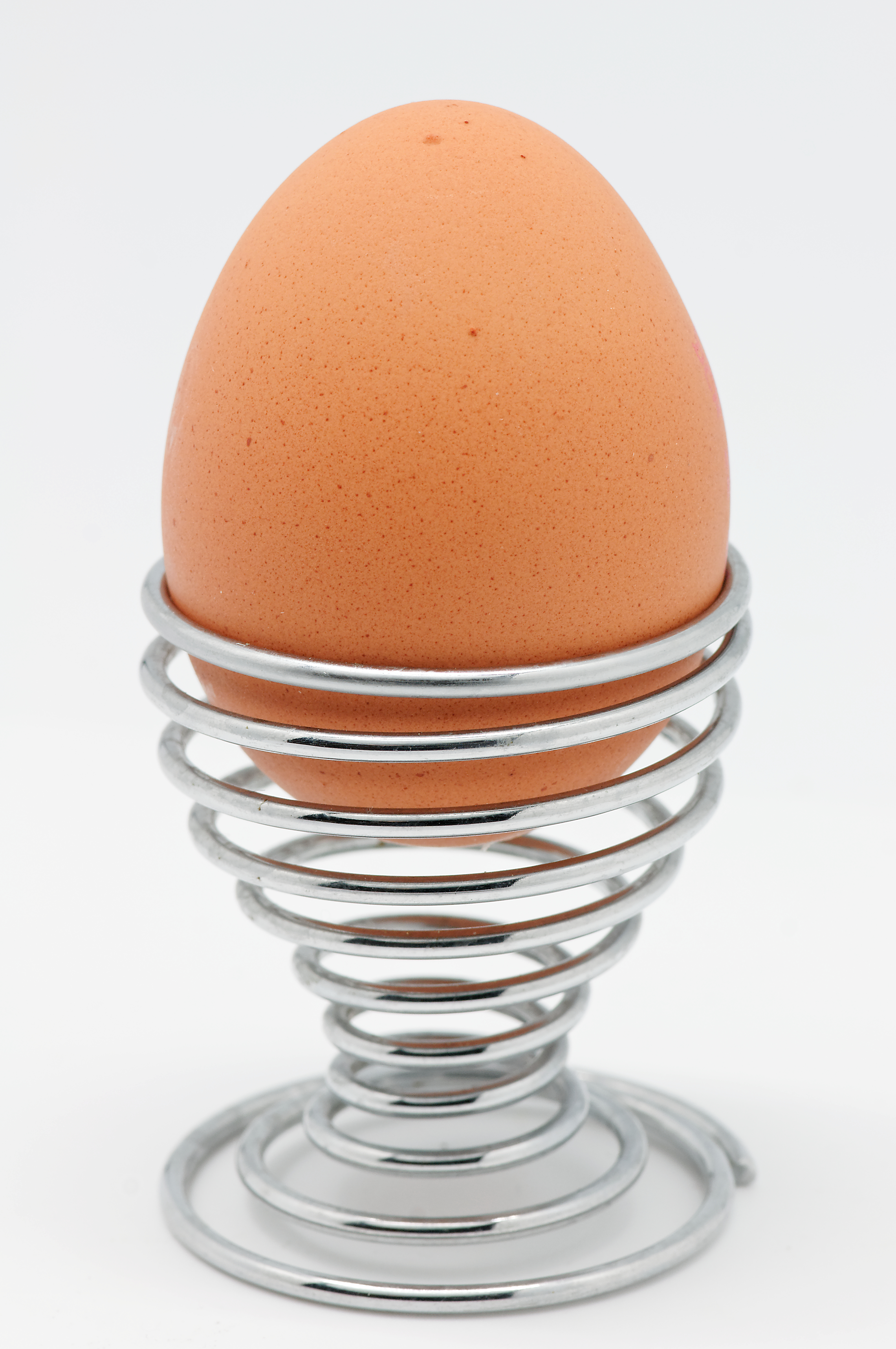
Un œuf.
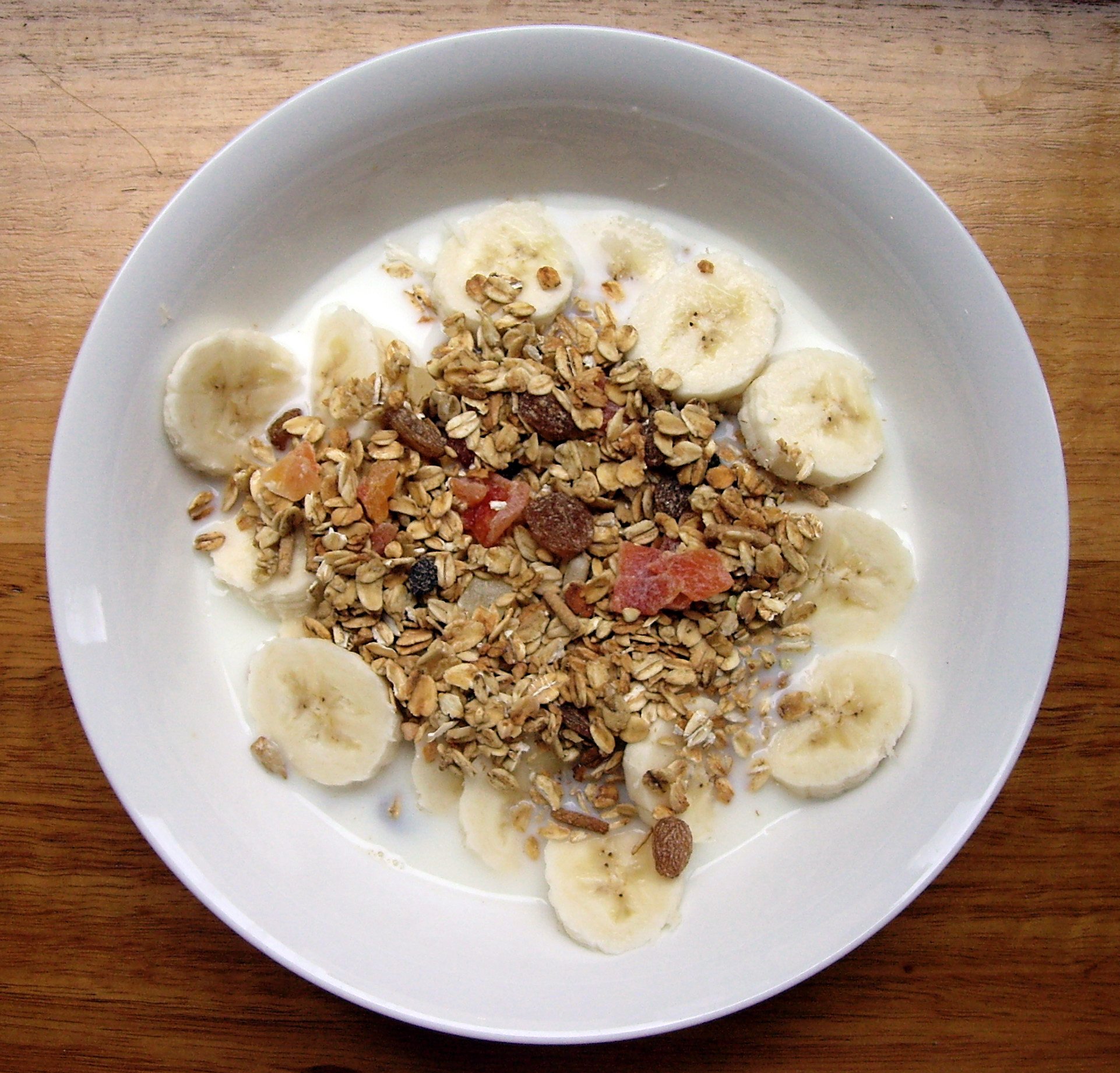
Des céréales.
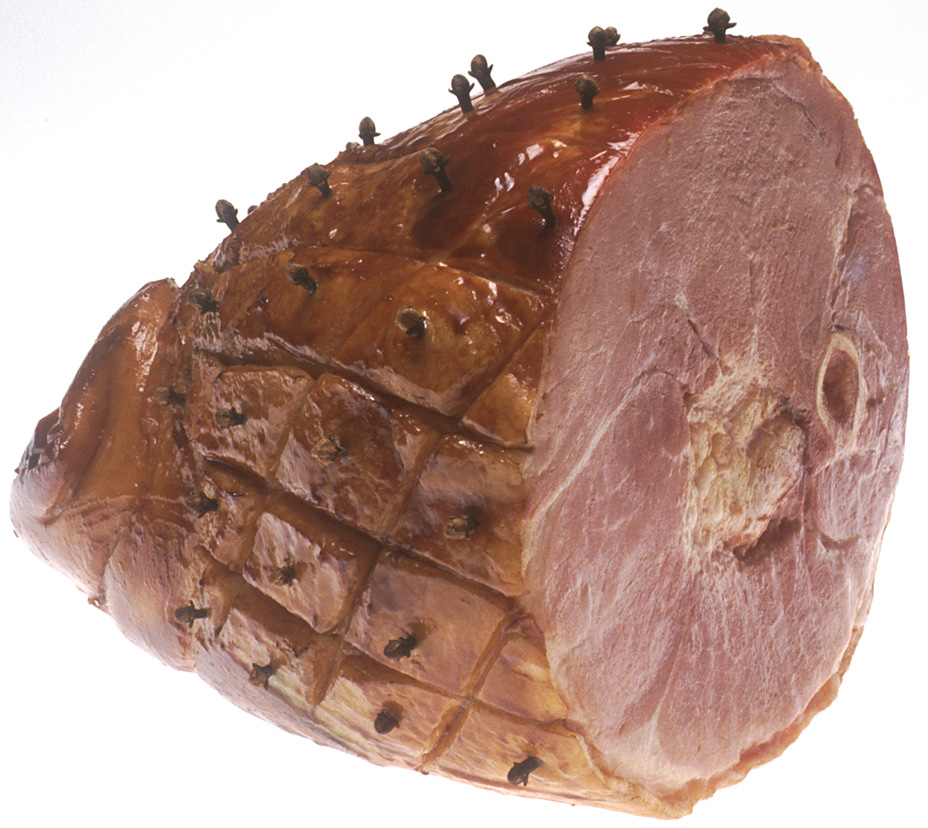
De la viande.

Il devrait être idéalement constitué d'une boisson, de céréales nature complètes, « riches en fibres, minéraux, phytoestrogènes et autres composants bénéfiques » pouvant contribuer à améliorer ou entretenir la santé « via leur impact positif sur les facteurs de risque cardiovasculaires comme l'hypertension, l'obésité, le diabète et les maladies coronariennes » (flocons d'avoine typiquement) et de fruit, équilibrant l'apport en protéines, glucides, vitamines. Le menu peut aussi être composé d'aliments de base (pain complet grillé ou non, fruit ou jus de fruits pressés, yaourt ou fromage, viande), plutôt que de viennoiseries ou de céréales transformées prêtes à être consommées chocolatées ou non, de fabrication industrielle, qui contiennent généralement trop de sucres simples et d'acides gras, de sel, mais dont l'enrobage et d'éventuels additifs suscitent l'appétence. 
Pour les enfants en bas âge (de 1 à 2 ans), on conseille une bouillie faite de lait de croissance, ou de lait entier, avec une farine infantile, ou du lait de croissance comme boisson, puis des tartine de pain beurrées et un jus de fruit, ou encore du pain de mie, du fromage à tartiner, des fruits et de l'eau. De 2 à 3 ans conviennent le lait demi-écrémé, l'eau ou une tisane, des céréales peu sucrées, des tartines beurrées avec confiture ou miel, une compote, un jus de fruits, ou du fromage blanc avec des morceaux de fruits frais.
Le déjeuner du sportif (modèle du 421 GPL-eau) du professeur Creff, agréé par le ministère français de la Jeunesse et des Sports (et enseigné dans le cadre du diplôme universitaire de nutrition du sportif, au CHU de la Pitié-Salpêtrière), comprend un produit céréalier, un produit laitier, un fruit et une boisson.
De nombreuses études ont montré que ce premier repas de la journée revêt une importance particulière pour la santé et les capacités intellectuelles de la matinée, notamment pour les enfants, adolescents et les travailleurs à risque. Chez l'adolescent (garçon notamment), consommer régulièrement un petit-déjeuner induit généralement une moindre quantité de graisse corporelle, et une meilleure santé cardiorespiratoire et cardiovasculaire ; un petit-déjeuner régulier et sain diminue aussi un peu l'effet d'une adiposité excessive sur le cholestérol total et LDL, notamment chez les adolescents de sexe masculin. À long terme, ne pas déjeuner augmente le risque de surpoids,,, le taux de LDL cholestérol, la résistance à l'insuline, le risque de survenue d'un diabète de type 2 ou d'une maladie cardio-vasculaire. Parmi les types de petits déjeuners occidentaux, la bouillie d'avoine (porridge) semble l'aliment le plus intéressant pour réduire le taux de cholestérol alors que — selon une revue d'études (2023) basée sur 25 travaux de Recherche — les aliments industriels à base de céréales transformées n'offrent pas de bénéfice évident en termes d'adiposité, sauf dans une étude où le panel avait aussi bénéficié d'une éducation nutritionnelle. Ceci vaut aussi pour l'adulte (ainsi, une vaste étude prospective parue dans JAMA, faites auprès de 21.376 médecins américains a conclu que manger régulièrement des céréales complètes nature au petit-déjeuner diminue significativement le risque d'insuffisance cardiaque, ce qui n'est pas vrai pour les « céréales raffinées »). La taille du petit déjeuner a aussi une importance). On note aussi que, statistiquement, aux USA, ceux qui sautent le plus le petit déjeuner, sont aussi les moins susceptibles de respecter les recommandations diététiques américaines, et qui consomment le plus de « calories vides » la nuit ; ces personnes sont aussi statistiquement plus exposées au stress chronique, tandis que l'apport alimentaire des mangeurs de petit-déjeuner ne semblait pas être affecté par le stress chronique.
Pourtant, hormis le week-end, la prise d'un déjeuner semble en France en recul (après une progression de 1999 à 2003). Les plus jeunes, les adolescents (respectivement écoliers et collégiens/lycéens), et moindrement les adultes, sont plus nombreux à ne pas s'alimenter entre le repas du soir et le lendemain midi. De plus, quand ils prennent leur déjeuner, ils le prennent de plus en plus souvent seuls.
Chez les sportifs le déjeuner est primordial car il permet de recharger les muscles en glycogène et active le métabolisme. Ils privilégient les aliments à faible indice glycémique et des protéines riches en acides aminés. Il est aussi conseillé de consommer des aliments riches en potassium, vitamines et minéraux pour éviter les crampes.

## Économie
À l'extrême fin du XIXe siècle, le médecin John Harvey Kellogg introduit les Corn Flakes (flocons de maïs) dans le déjeuner de ses patients ; ce produit étant fort apprécié par ses consommateurs, Kellog et son frère Will expérimentent d'autres céréales. En 1906, Will Keith Kellogg ajoute du sucre aux céréales et lance la Kellogg's. Le déjeuner offre désormais aux industriels de l'industrie agroalimentaire des débouchés qui vont aller sans cesse grandissants.
Outre Kellogg's, les firmes les plus importantes dans ce domaine sont, depuis le XXe siècle, General Mills et Nestlé. Les méthodes de vente font très largement appel à des publicités souvent ultra ciblées (enfants, femmes soucieuses de leur ligne, personnes ayant des problèmes intestinaux, etc.), et n'hésitent pas à lancer des produits pour de courtes périodes. La variété de céréales est imposante, variant du produit bio haut de gamme aux composants sains et diététiques, aux aliments de qualité moyenne, ou même aux préparations de qualité médiocre, additionnées de sucres, de colorants et autres additifs douteux.
Les pays européens où l'on mange le plus de céréales au déjeuner sont le Royaume-Uni, l'Allemagne et la France, où quelque 80 % des familles avec enfants en consomment.
Le budget publicitaire est d'autant plus important que l'industrie alimentaire doit convaincre les consommateurs de délaisser ou d'adapter tout au moins leurs habitudes. Kellogg's a mis environ dix ans, par exemple, dans les années 1970 pour commencer à s'imposer en France. Sa position est désormais suffisamment importante pour qu'une firme telle que Findus considère comme inutile de se focaliser sur le segment de marché que constitue le déjeuner matinal.
Les mots-clés utilisés évoluent : Kellogg's, par exemple, qui prônait d'abord les caractéristiques physiques du produit (« riche en vitamines », « en fer », etc.), est passé à la notion de bénéfices pour le consommateur : « vitalité », « résistance », « équilibre », « capital osseux ». Les vocables à la mode au début du XXIe siècle sont : « santé », « énergie » (« à diffusion progressive »), « tenir le coup », « teneur (en minéraux ou vitamines) », « fibres », « allégé » ou « enrichi en… », « complet » et « équilibré ». Ces termes s'appliquent généralement aussi aux autres ingrédients de ce repas.
Ces ingrédients se trouvent éparpillés dans les grandes surfaces (produits laitiers, céréales, café, thé, sucre et miel au rayon épicerie, charcuterie et fruits dans leurs rayons respectifs). La stratégie commerciale, dépendant des habitudes culturelles, doit donc prévoir une double installation pour certains de ces produits et, en raison de la profusion des denrées, une signalisation permettant au client d'identifier le déjeuner qui lui convient (sportif/sédentaire, enfant/adulte/famille, semaine/weekend, etc.) pour satisfaire à l'achat de première nécessité, tout en tentant de développer l'achat d'impulsion.
En Amérique du Nord, de plus en plus de travailleurs des grandes villes partent très tôt de leur résidence vers leur lieu de travail, sans manger, afin d'éviter les encombrements routiers ; en conséquence, de nombreuses chaînes de restauration rapide offrent des déjeuners, notamment au Canada Chez Cora, chaîne de restauration spécialisée dans l'offre de déjeuners, créée par Cora Mussely Tsouflidou, ainsi que la très populaire chaîne Tim Hortons, dont une partie substantielle du chiffre d'affaires s'effectue en matinée.

## Vaisselle

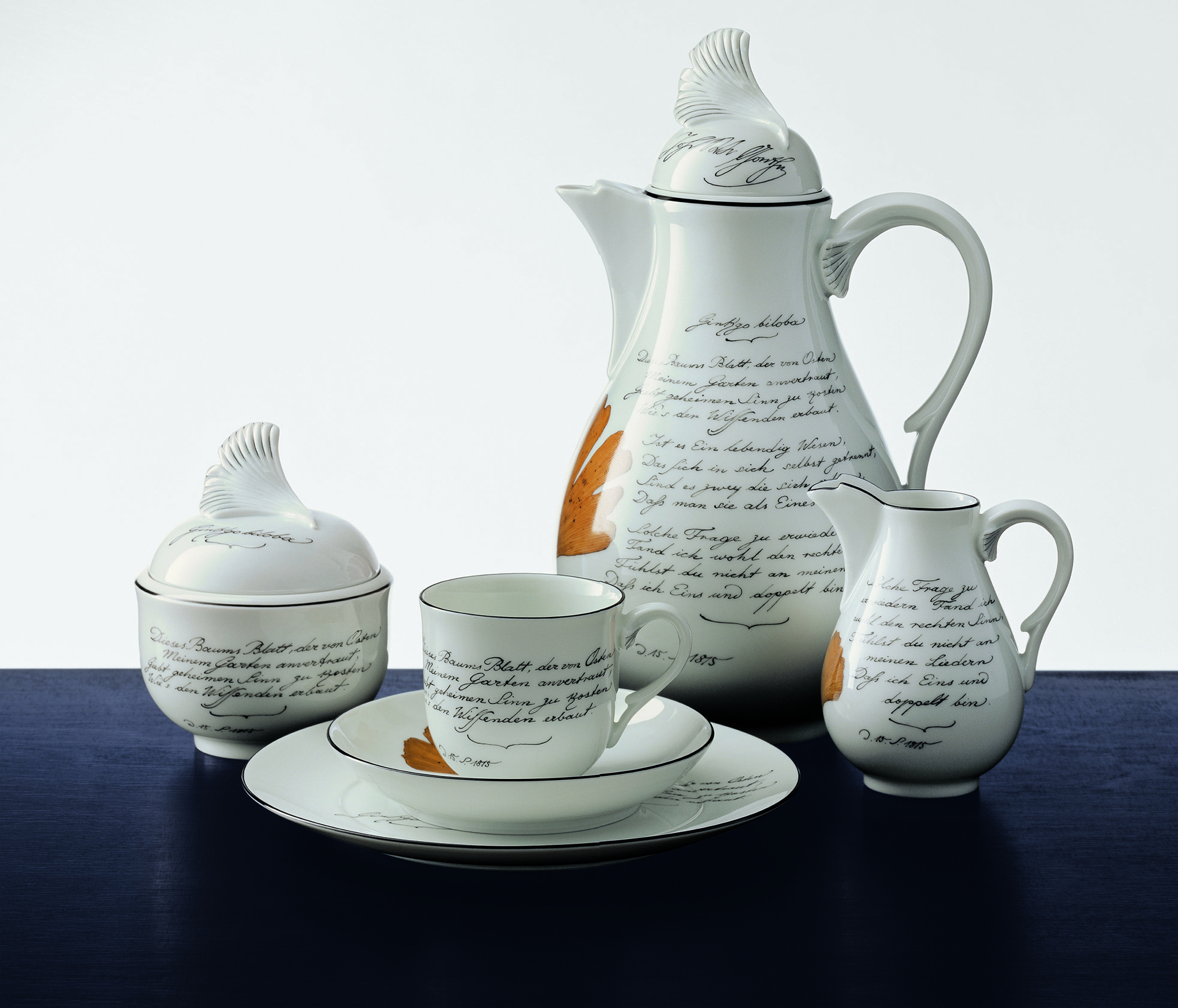
Service à déjeuner.

Par métonymie, l'ensemble de la vaisselle utilisée pour le service de ce repas est appelé « déjeuner ». Il s'agit du plateau, du sucrier, de la tasse et de sa soucoupe ou, plus usuellement, de la tasse et de la soucoupe assortie.

« […] elle [Mme du Châtelet] descend, tenant à la main un beau déjeuner de porcelaine de Saxe, présent de Voltaire. »

Le déjeuner comprend parfois aussi théière, boîte à thé et pot à lait. Le Titanic emporte 2 500 assiettes spéciales pour le déjeuner en 1912.
L'usage d'une vaisselle assortie particulière pour le déjeuner disparaît peu à peu au cours du XXe siècle.

## Dans les arts

### Arts plastiques
- Le Déjeuner en fourrure, de Meret Oppenheim (1936), est l'un des emblèmes du surréalisme.
- Déjeuner déjà vu est l’œuvre de John Seward Johnson II (1994).

### Céramique

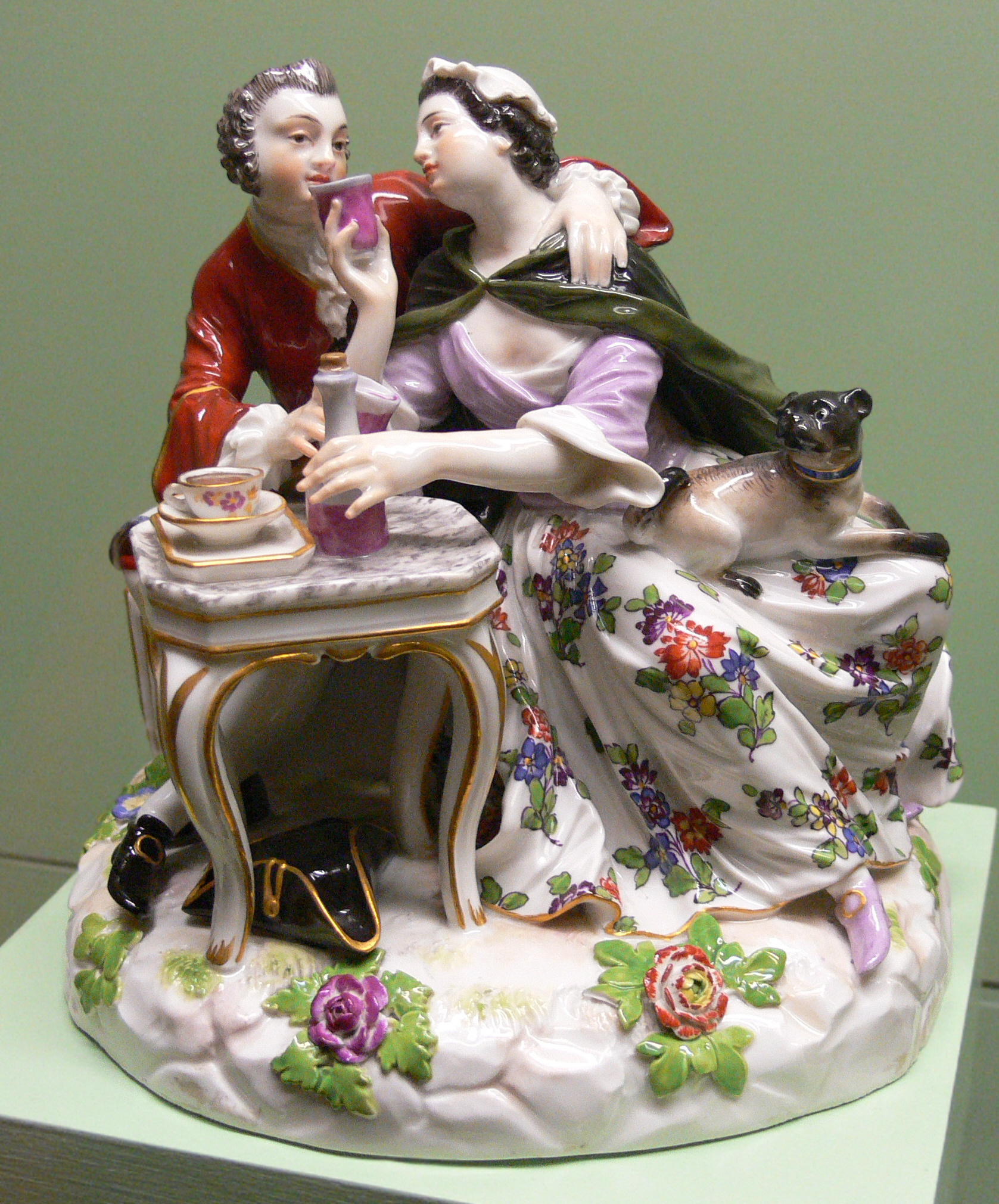
Reproduction de la porcelaine de Kändler. Sur la table se trouve un déjeuner.

- Le Déjeuner d'un couple d'amoureux dans le milieu maçonnique est l'œuvre de Johann Joachim Kändler, porcelaine de Meissen (1744).

### Cinéma
- Déjeuner pour deux est un film de Alfred Santell, États-Unis (1937).
- Le Déjeuner sur l’herbe est un film de Jean Renoir, France (1959).
- Diamants sur canapé est le titre français de Breakfast at Tiffany's, film américain (1961) de Blake Edwards avec Audrey Hepburn.
- Pause déjeuner est un film de Eva Sørhaug, Norvège (2008).
- Bienvenue chez les Ch'tis est un film de Dany Boon, France (2008). On y découvre l'habitude de manger, dans le Nord-Pas-de-Calais, des tartines au maroilles, trempées dans du café à la chicorée.
- Le Déjeuner du 15 août est un film de Gianni Di Gregorio, Italie (2009).

### Littérature
- « Le déjeuner » est l'un des contes d'Étienne-François de Lantier, dans Les Travaux de Monsieur l'abbé Mouche, France (1784).
- Le Déjeuner fut le titre d'un petit journal satirique, sous le Directoire.
- La Société du déjeuner fut, sous le Premier Empire, le nom d'un groupe de gens de lettres, composé de dix membres qui se rassemblaient chaque dimanche chez l'un d'entre eux pour déjeuner et discuter littérature.
- Le Déjeuner de la fourchette fut, à la même époque, une société de gens de lettres groupés autour de Jean-François Ducis, et qui devinrent tous académiciens.
- Le Déjeuner de Sousceyrac est un roman de Pierre Benoit, France (1926).
- « Déjeuner du matin » est le titre d’un poème du recueil Paroles, de Jacques Prévert (1945).
- Petit Déjeuner chez Tiffany est un roman de Truman Capote, dont est tiré le scénario du film Diamants sur canapé, Random House (1958).
- Le Déjeuner interrompu est un roman de Julien Vartet, Fayard, Paris, 1978, 221 p.  (ISBN 2-213-00652-0).
- Un déjeuner de soleil est un roman de Michel Déon, Gallimard, coll. « Folio », 1981, 441 p.  (ISBN 978-2070400386).
- Déjeuner chez Wittgenstein est une pièce de Thomas Bernhard, Autriche (1986).
- Le Déjeuner des loups est un album de Geoffroy de Pennart, France (1998).
- Le Déjeuner du coroner (The Coroner's Lunch) est une œuvre de Colin Cotterill, Albin Michel (2006) ; Le Livre de Poche, coll. « Policier / Thriller », 314 p.  (ISBN 978-2253123385).

### Musique
- La Tartine de beurre est une pièce pour piano, attribuée à Wolfgang Amadeus Mozart, XVIIIe siècle.
- Alan's Psychedelic Breakfast est un titre de l'album Atom Heart Mother des Pink Floyd (1970).
- Le Déjeuner de soleil est une chanson interprétée par Serge Reggiani dans le disque Bon à tirer (1973).
- Déjeuner en paix se trouve dans l'album Engelberg, de Stephan Eicher (1991).
- Déjeuner sur l’herbe est le titre du premier album du groupe rock Les Breastfeeders, Québec (2004).

### Peinture

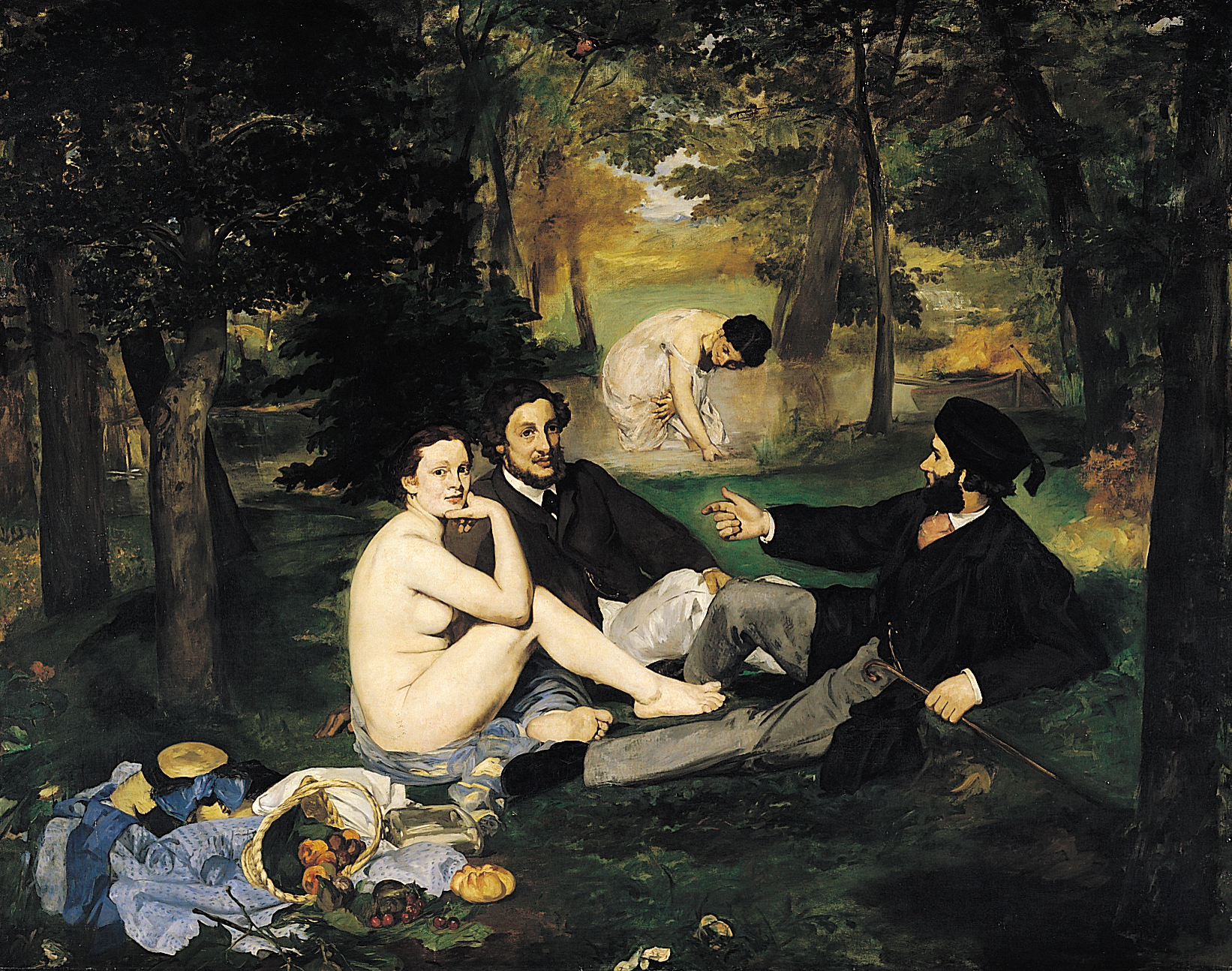
Le Déjeuner sur l'herbe de Manet.

- Le Déjeuner est le titre de tableaux de François Boucher, (1739), Henri Lafon (1852), Émile Bouquet (1856), Gustave Caillebotte (1876), Pierre-Auguste Renoir (1879), Jules Pascin (1923).
- Le Déjeuner de jambon est un chef-d’œuvre de David Teniers ; c'est aussi le titre d'une peinture de Nicolas Lancret (1735).
- Nature morte au déjeuner gras fut peint par Jacob van Hulsdonck au XVIe siècle.
- Le Déjeuner d'huîtres est un tableau de Jean-François de Troy (XVIIIe siècle).
- Le Déjeuner de hareng est un tableau de Gabriel Metsu (1629-1667).
- Le Déjeuner de canaris est un tableau de Joseph Lamy, France (1846).
- Le Déjeuner sur l'herbe et Le Déjeuner dans l'atelier sont des tableaux d’Édouard Manet.
- Le Déjeuner des canotiers est une œuvre de Pierre-Auguste Renoir.
- Le Déjeuner des enfants a été peint par Albert Anker en 1879.
- Le Déjeuner de carême est une œuvre de Guillaume Fouace (1896).
- Le Déjeuner sur l’herbe est le titre de tableaux répliques de celui d’Édouard Manet et réalisés par Claude Monet (1865), Paul Cézanne (1876), Pablo Picasso (1961), Alain Jacquet (1934), Jean-Jacques Surian (1978), Dubossarsky et Vinogradov (2002).

### Photographie
Cyrille et le déjeuner sur l’herbe est une œuvre de Rip Hopkins (2008).